# 圣斯德望堂 (巴黎)

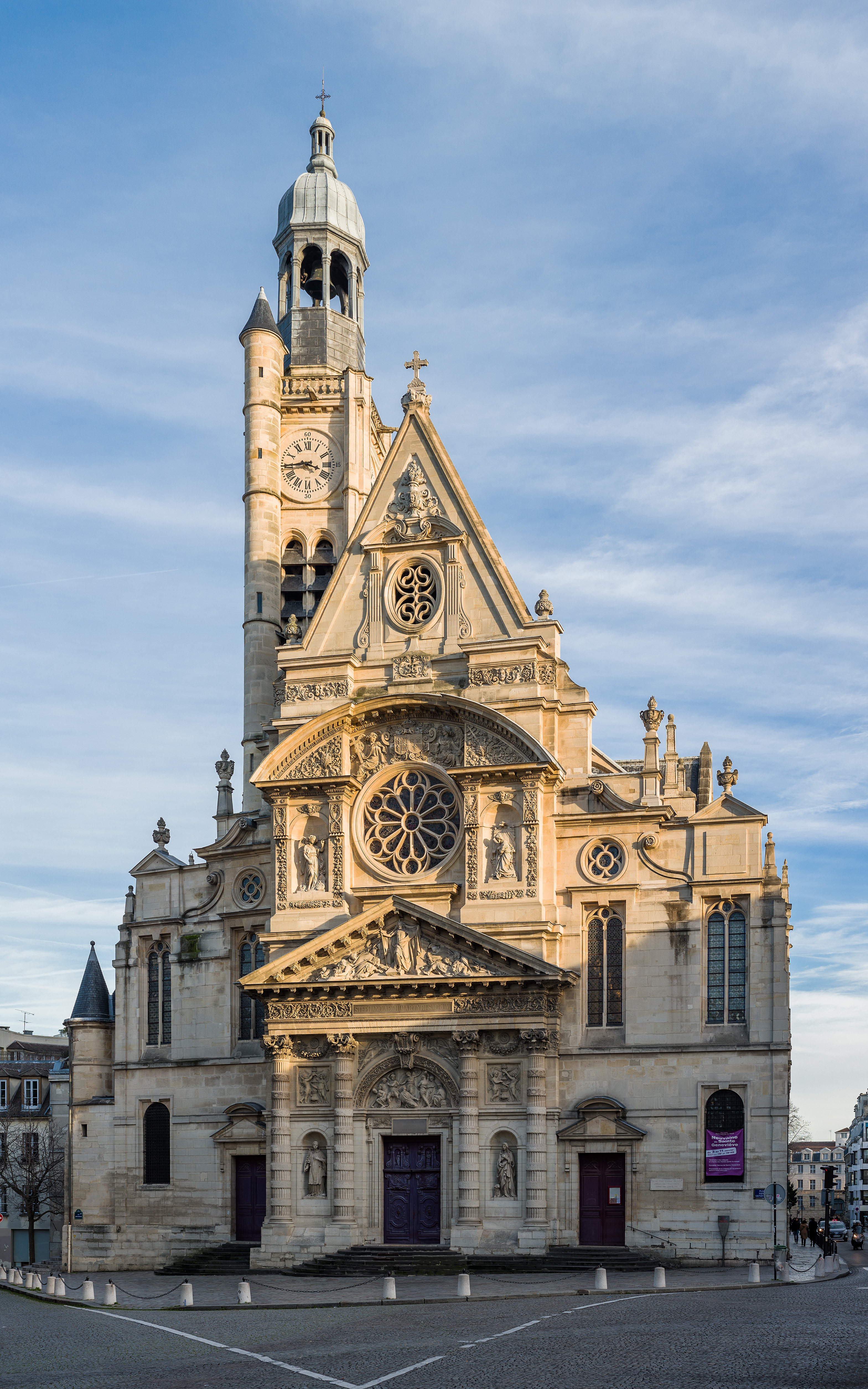
立面

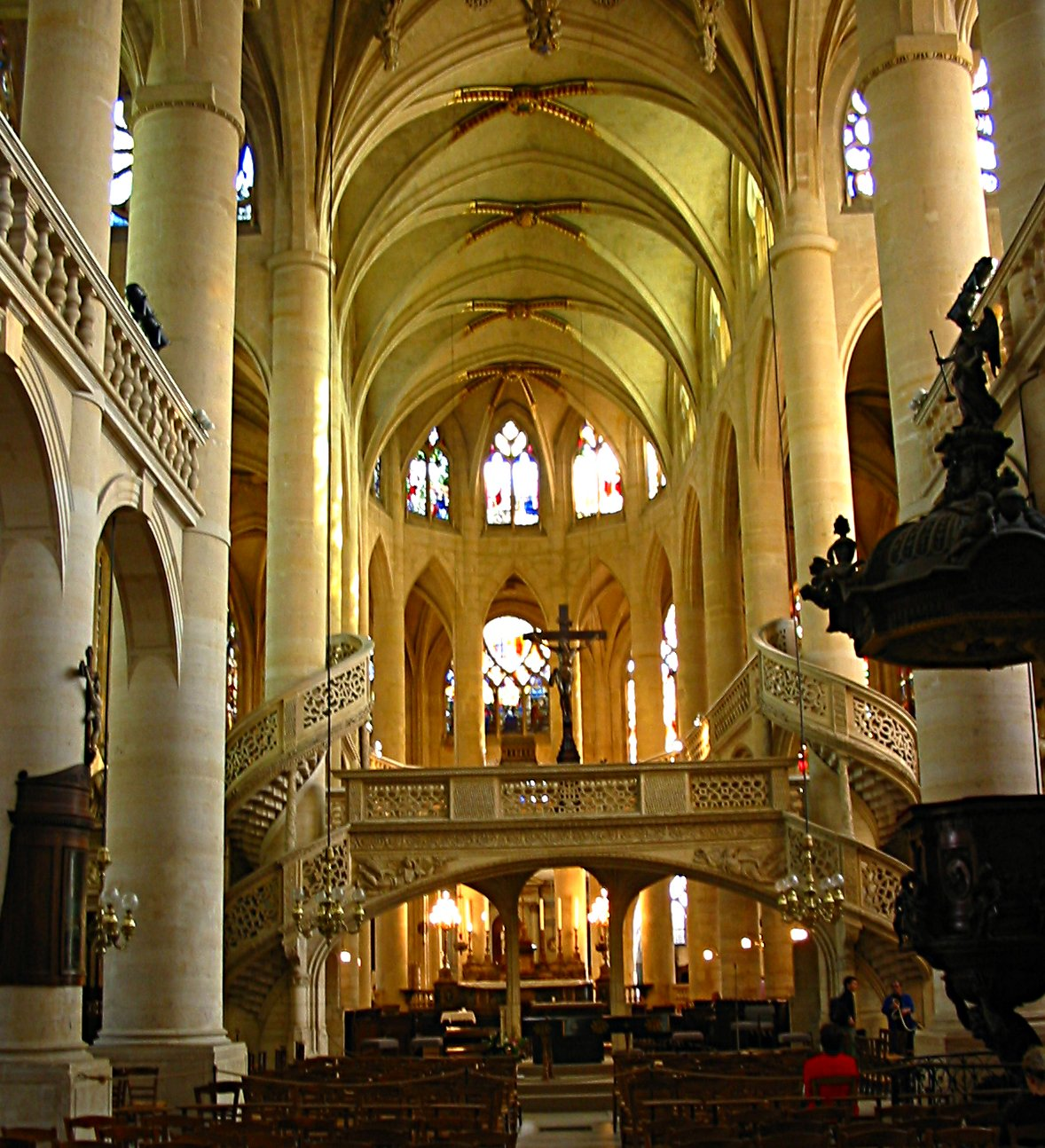
内部

圣斯德望堂（Saint-Étienne-du-Mont）是法国巴黎第五区的一座天主教堂，位于圣女日南斐法山，靠近先贤祠。该堂的特色包括从中殿到耳堂的弯曲的轴线，巴黎唯一幸存的圣坛屏，精雕细刻的石头屏风由比亚德神父雕刻于1545年。他的座椅由洛朗·德·拉海尔设计、克劳德·莱斯托卡特雕刻，还有首都最古老的管风琴箱（1631年）。堂内有巴黎的主保圣人圣女日南斐法的圣骨匣，曾经盛放圣女的圣髑，1793年被扔进下水道。布莱斯·德·维吉尼亚、布莱士·帕斯卡、让·拉辛和让-保尔·马拉也安葬于此。

## 内部

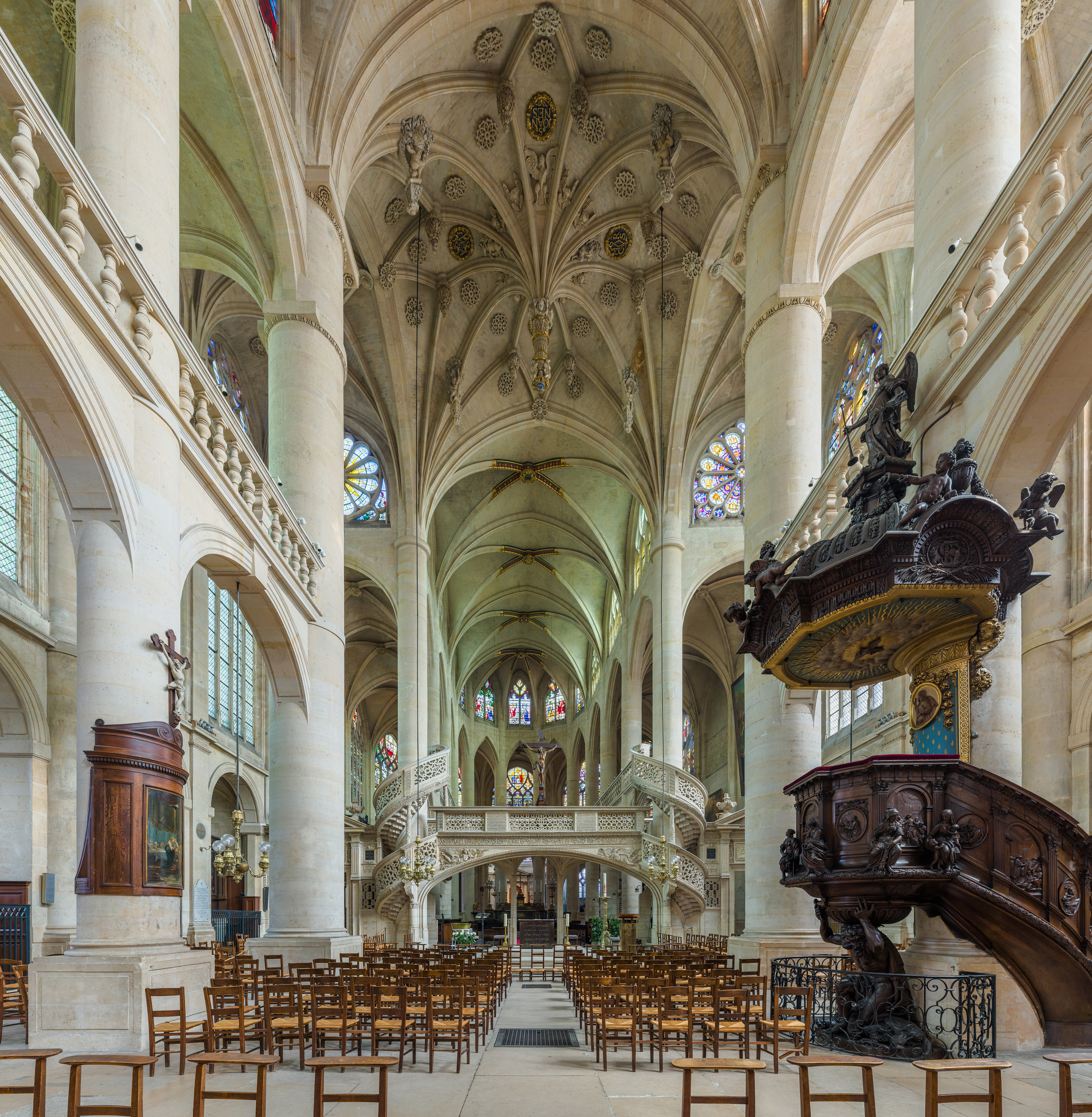
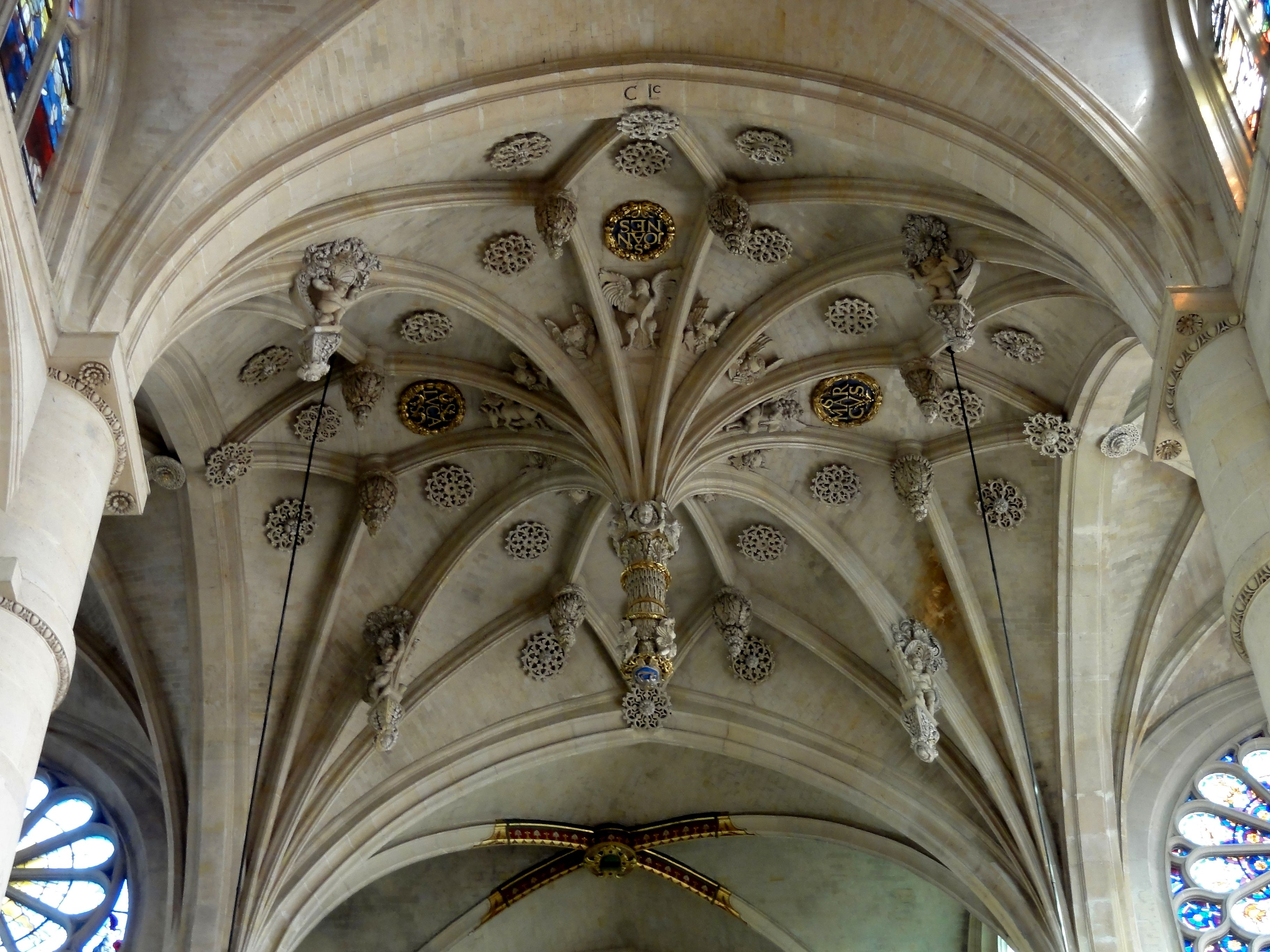
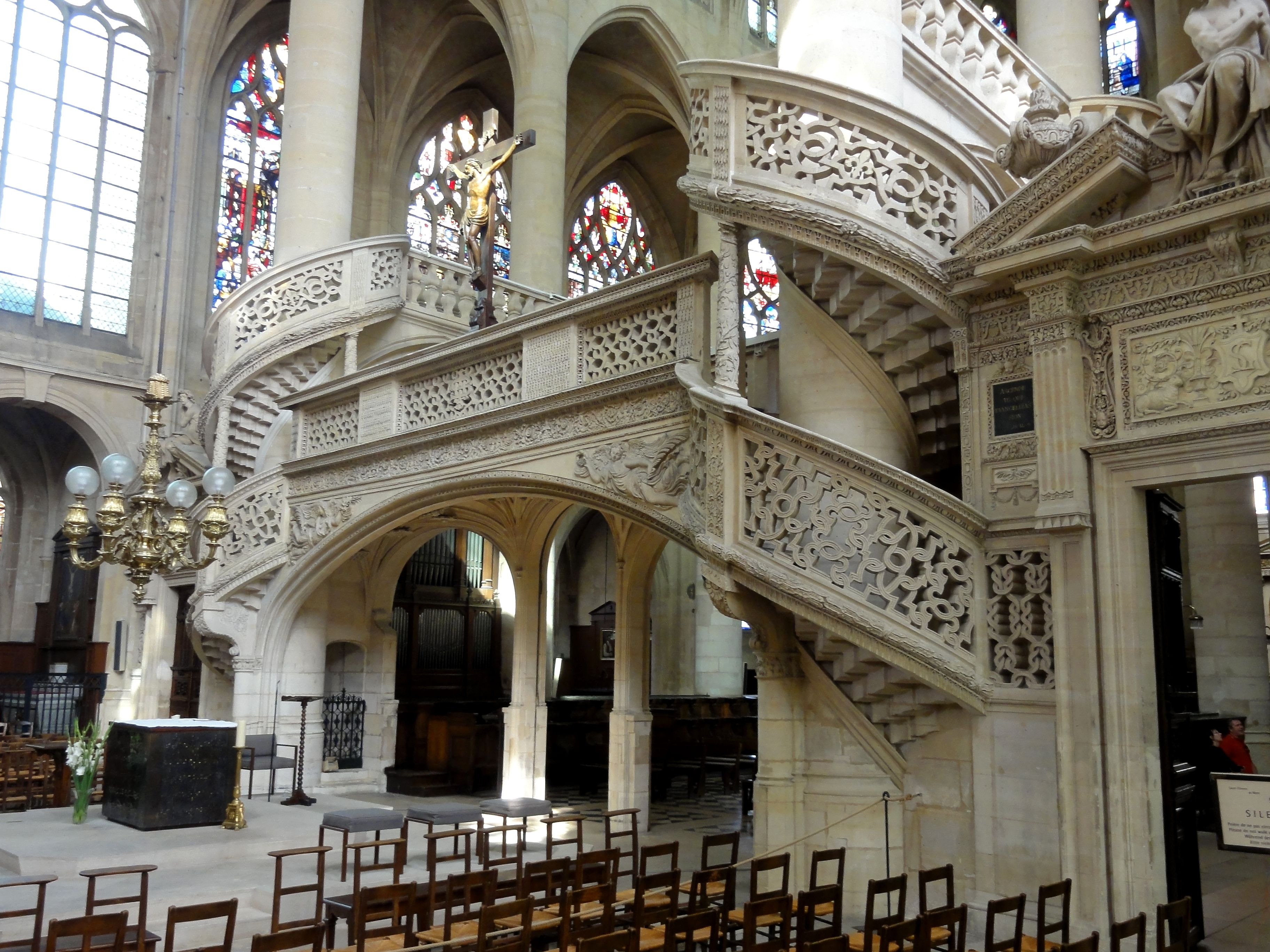

教堂长69米，宽25.5米。中殿和咏经席两侧的走道异常地高，窗户很大，让教堂充满了光线。教堂内部融合了火焰哥特式建筑元素，如精致的肋拱顶，以及意大利文艺复兴的装饰元素，如古典立柱和连拱廊，以及大量雕刻的天使头像融入建筑中。

### 中殿

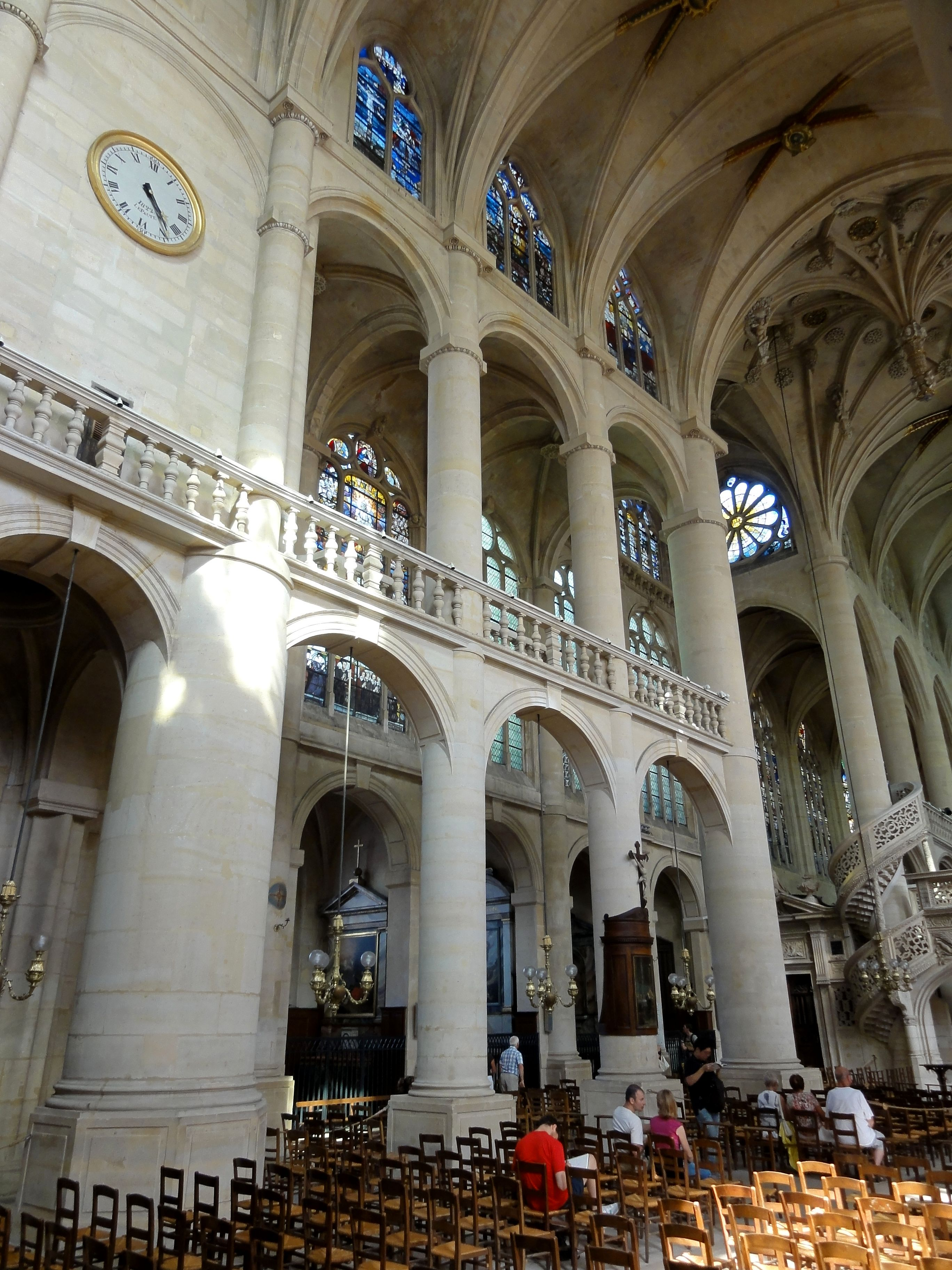
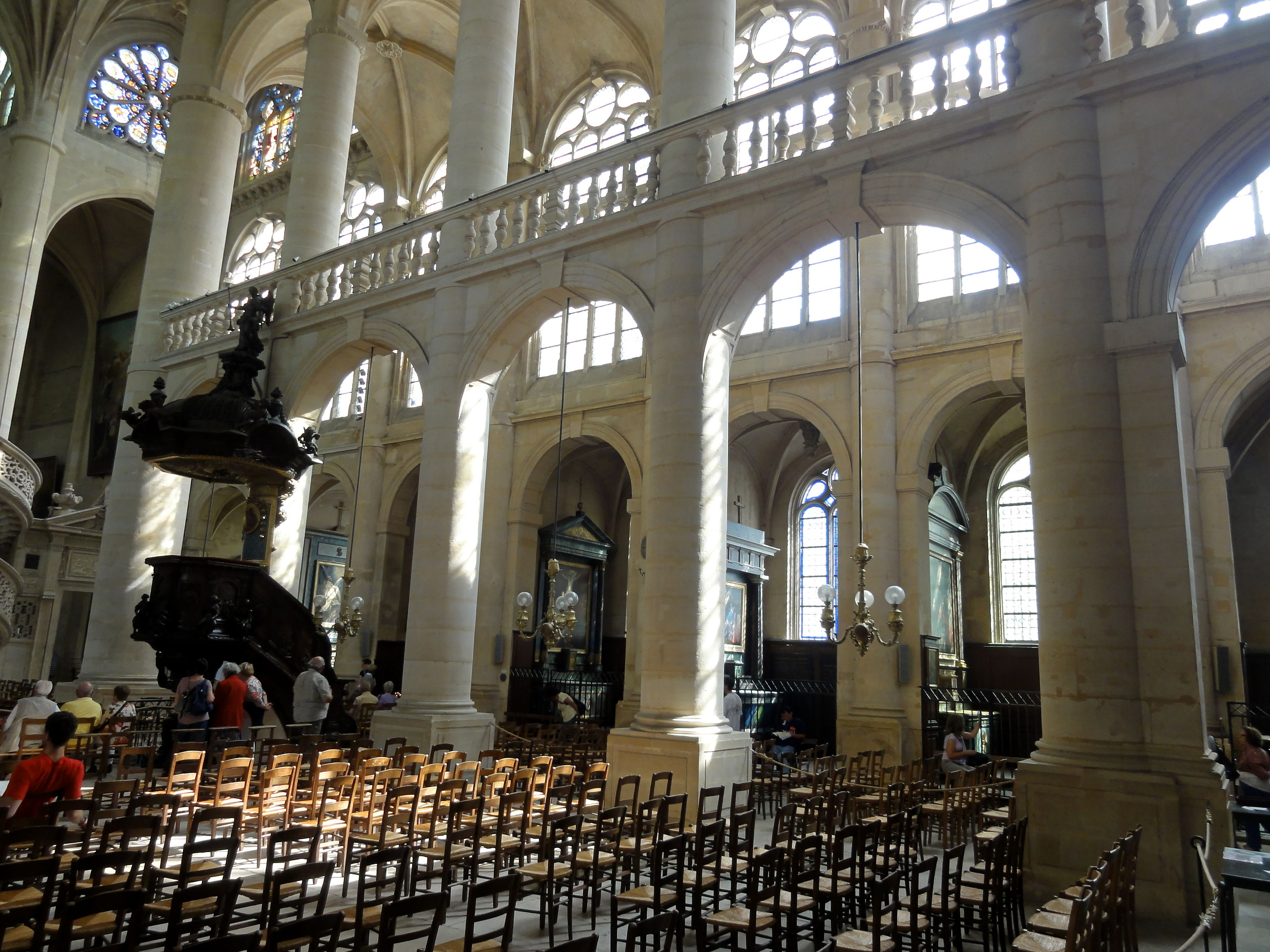

中殿的两层连拱廊，带有圆柱和圆形拱门，将中殿与侧廊隔开。侧廊的壁上有非常大的窗户，让室内充满了光线。
由于地基的形状不规则，从中殿到耳堂的轴线略有弯曲。

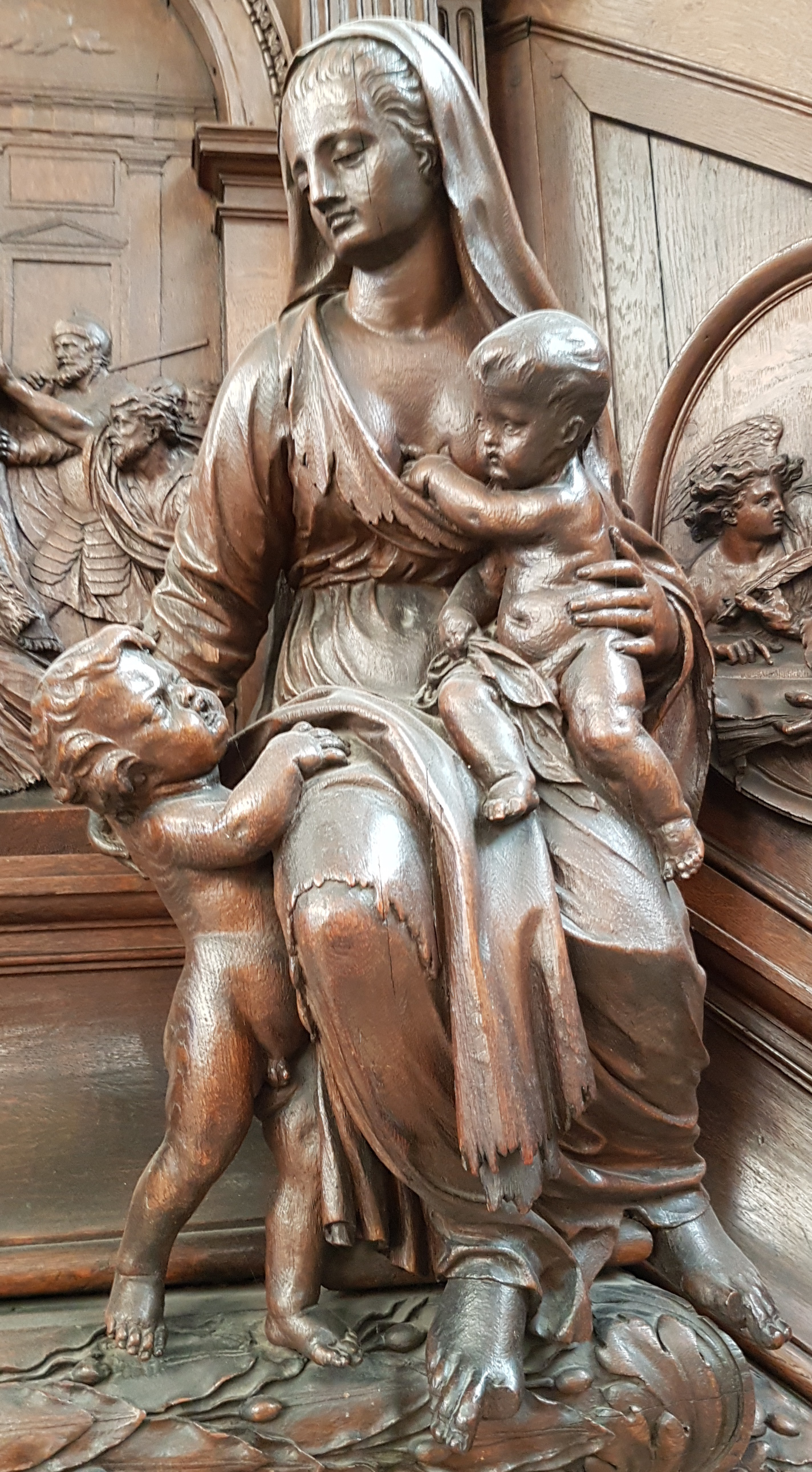
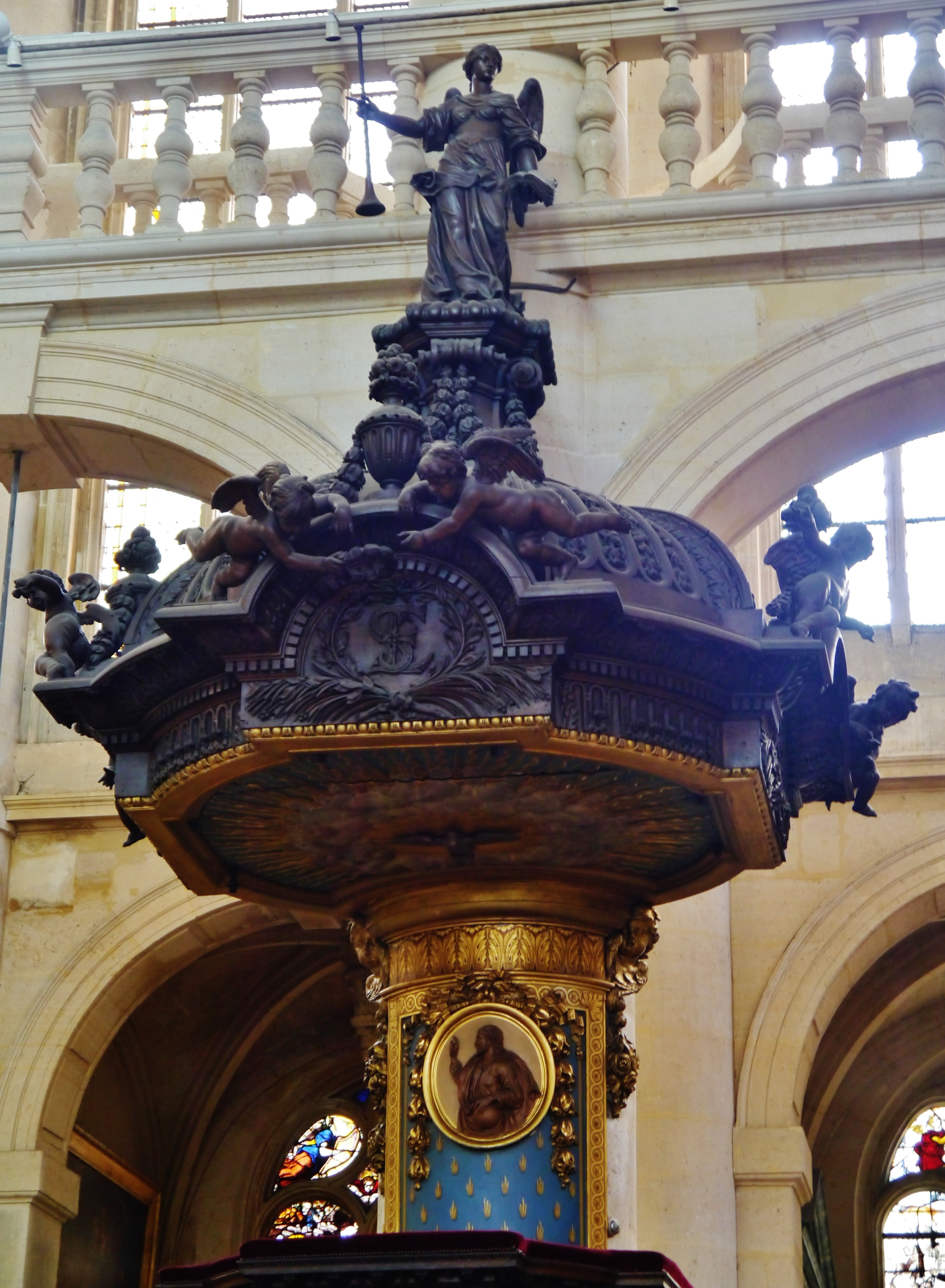
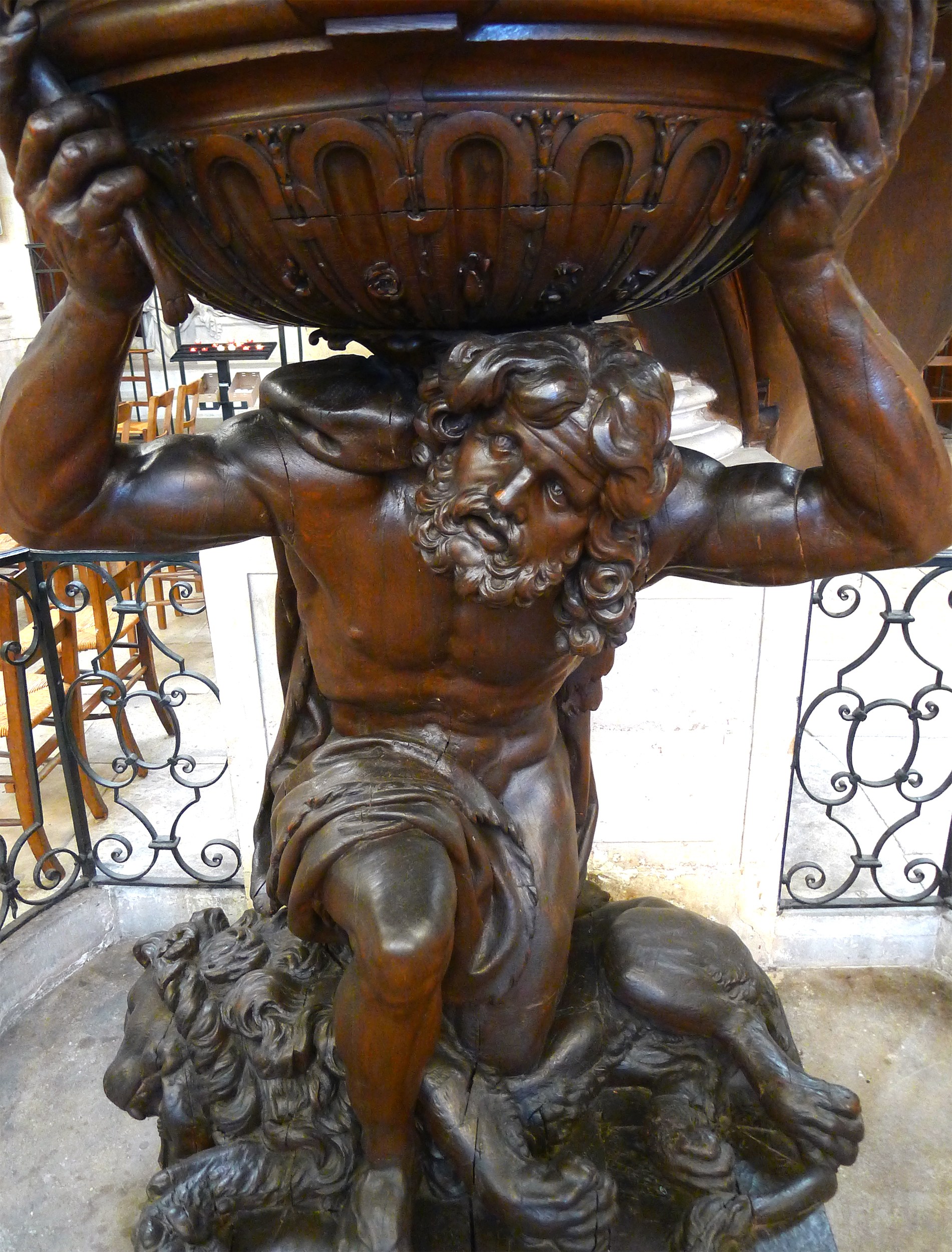
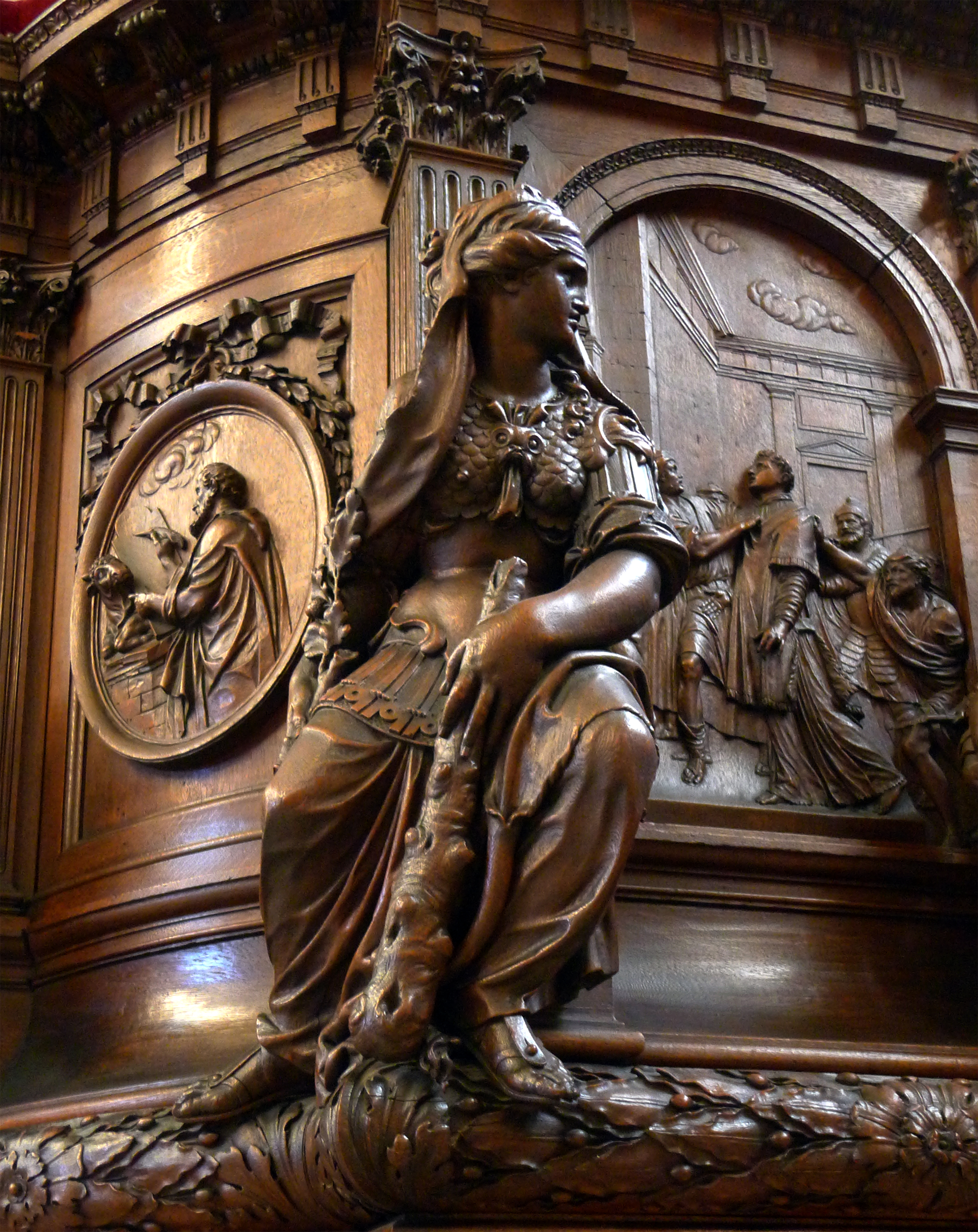
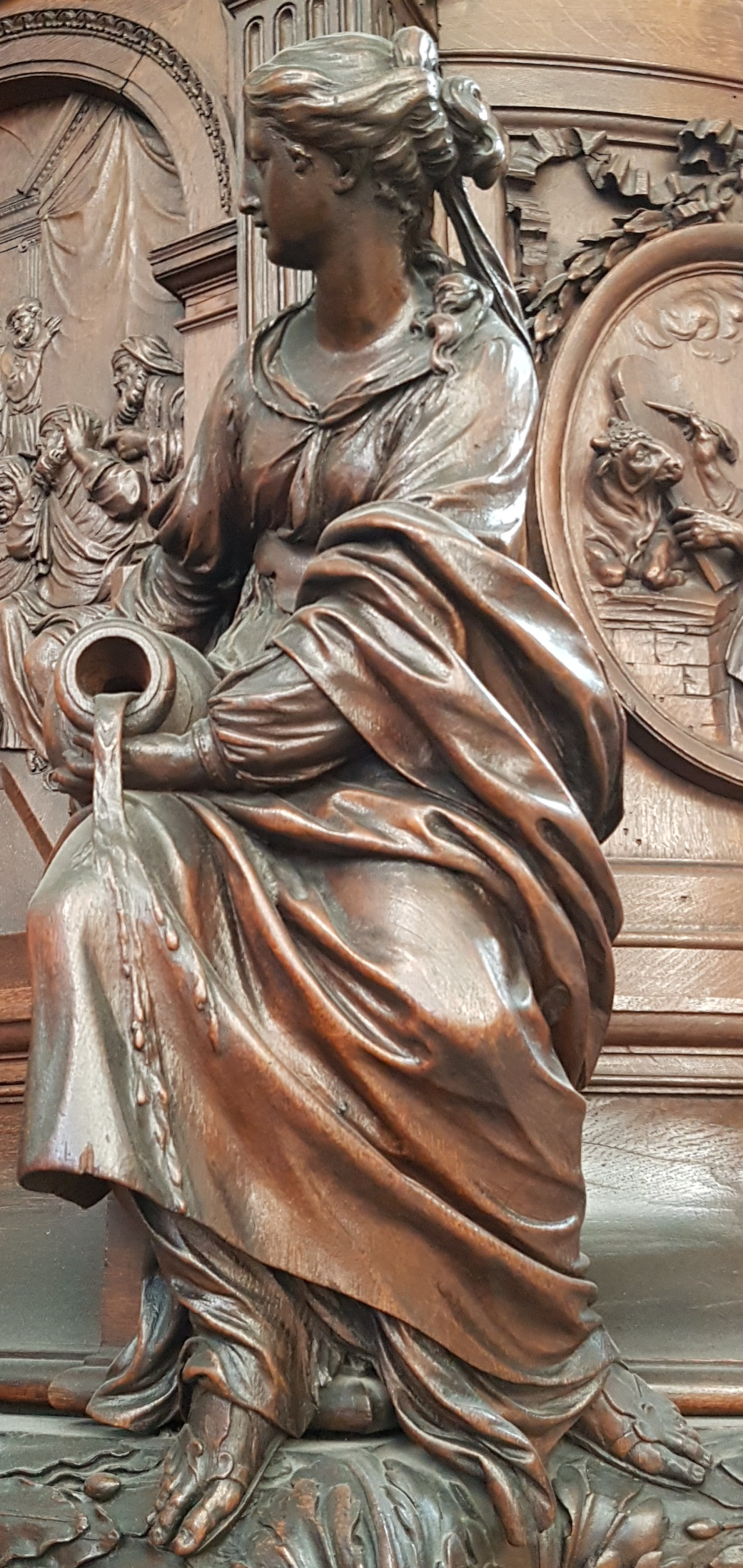

中殿最著名的装饰作品，是由杰曼·皮利翁于1651年创作的讲坛，描绘参孙跪在狮子身上，手持与非利士人作战的驴颚骨。讲坛周围环绕着克劳德·莱斯托卡特雕刻的其他美德雕像和其他寓言人物。

### 圣坛屏

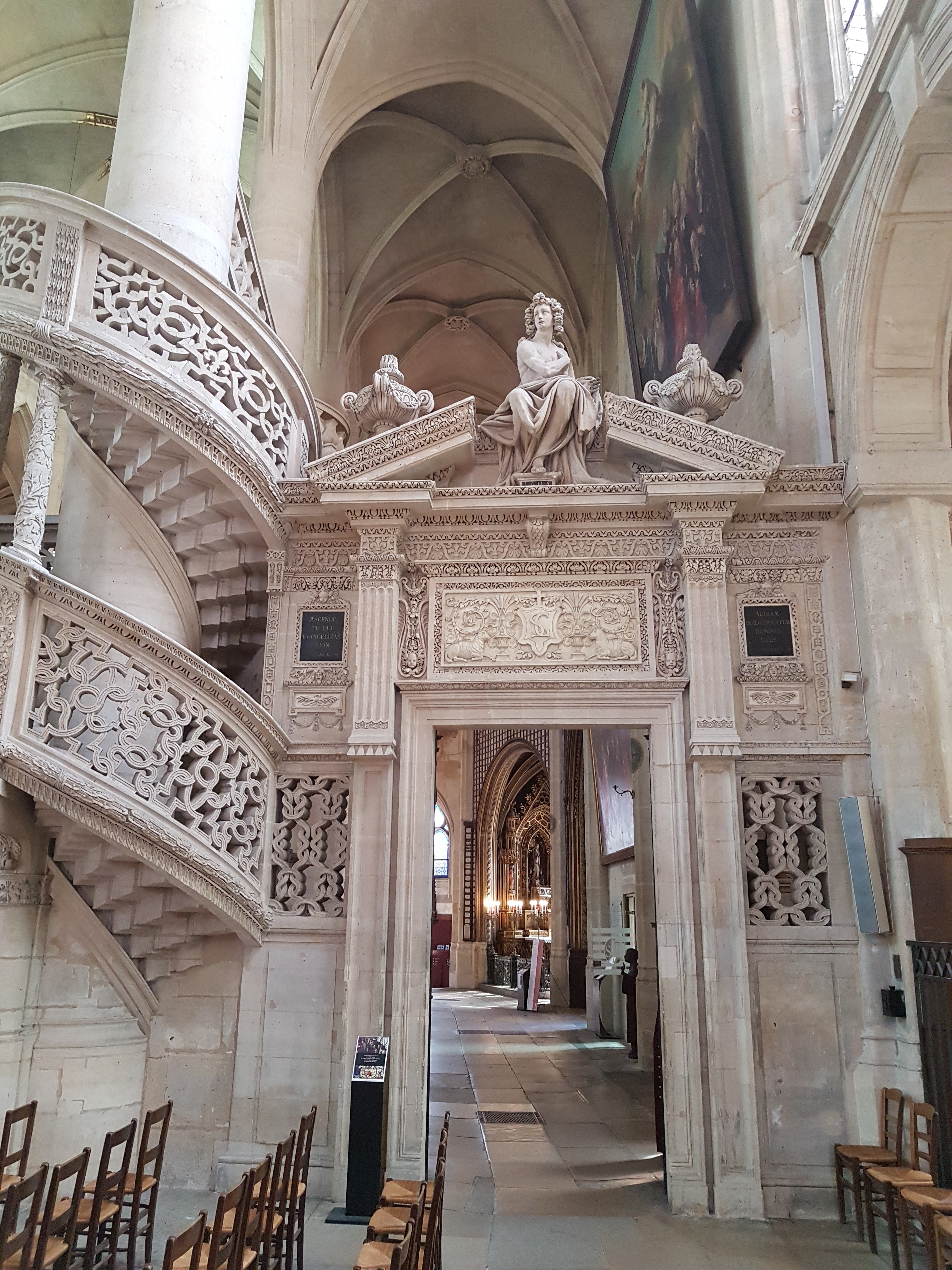
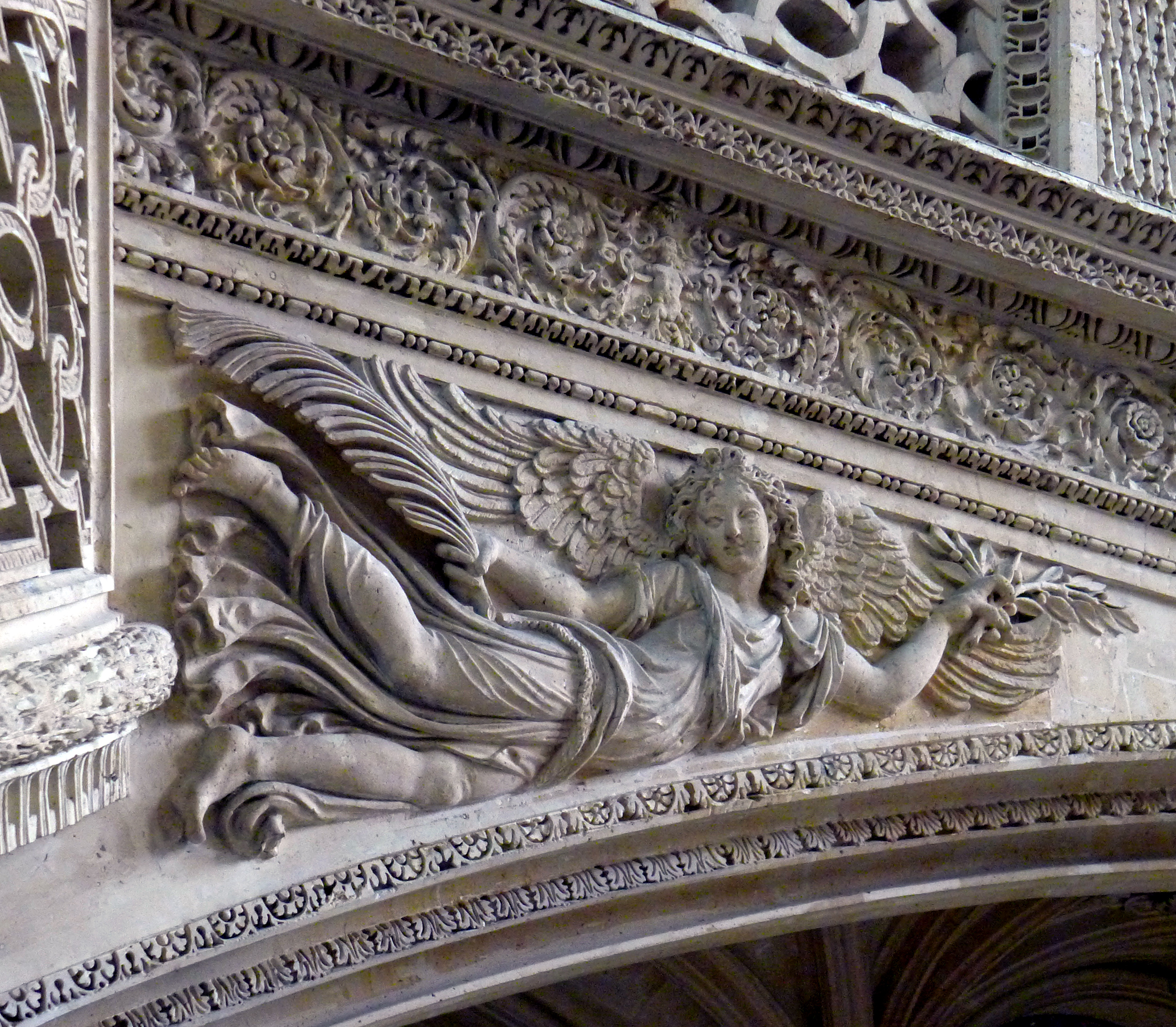
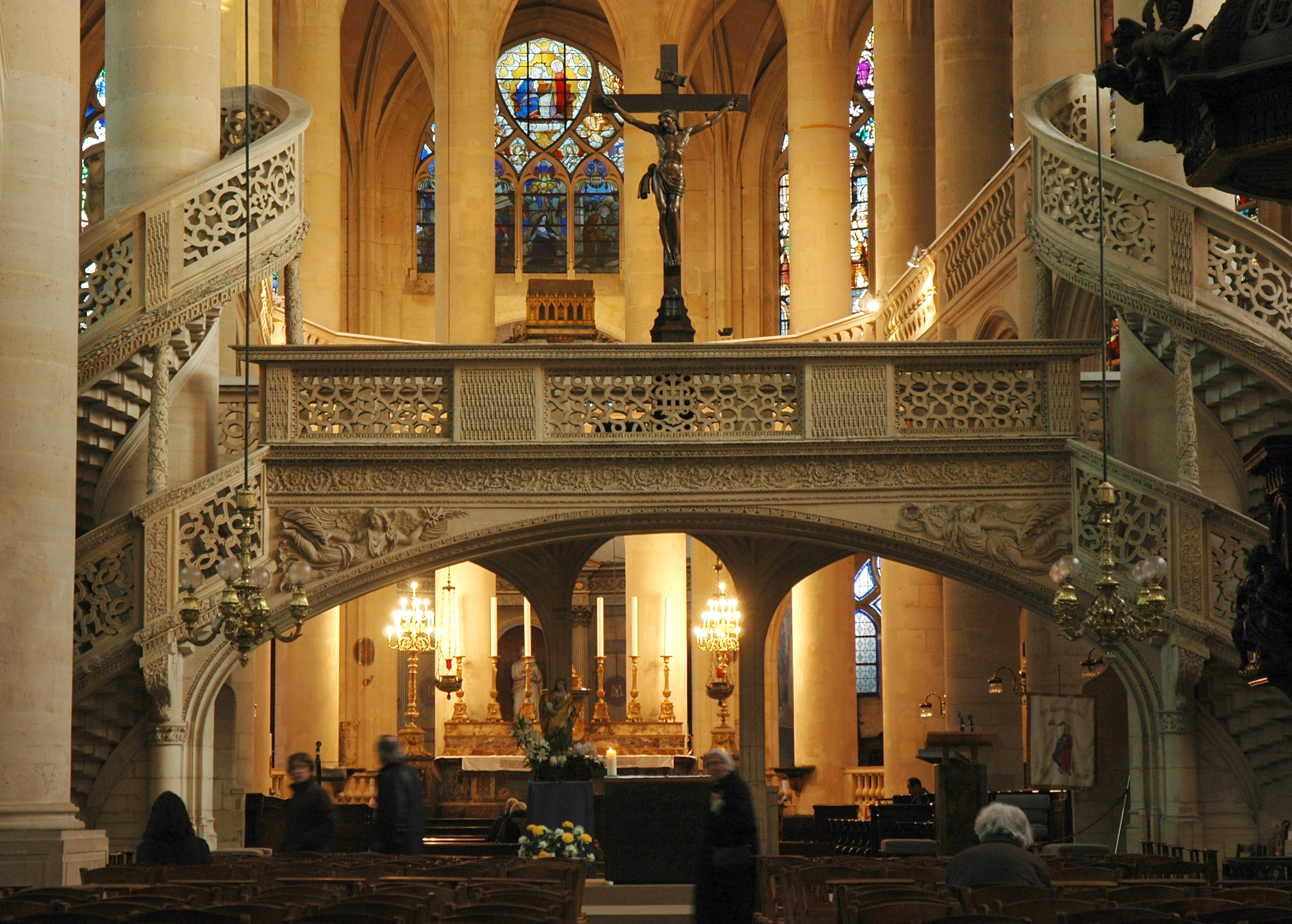
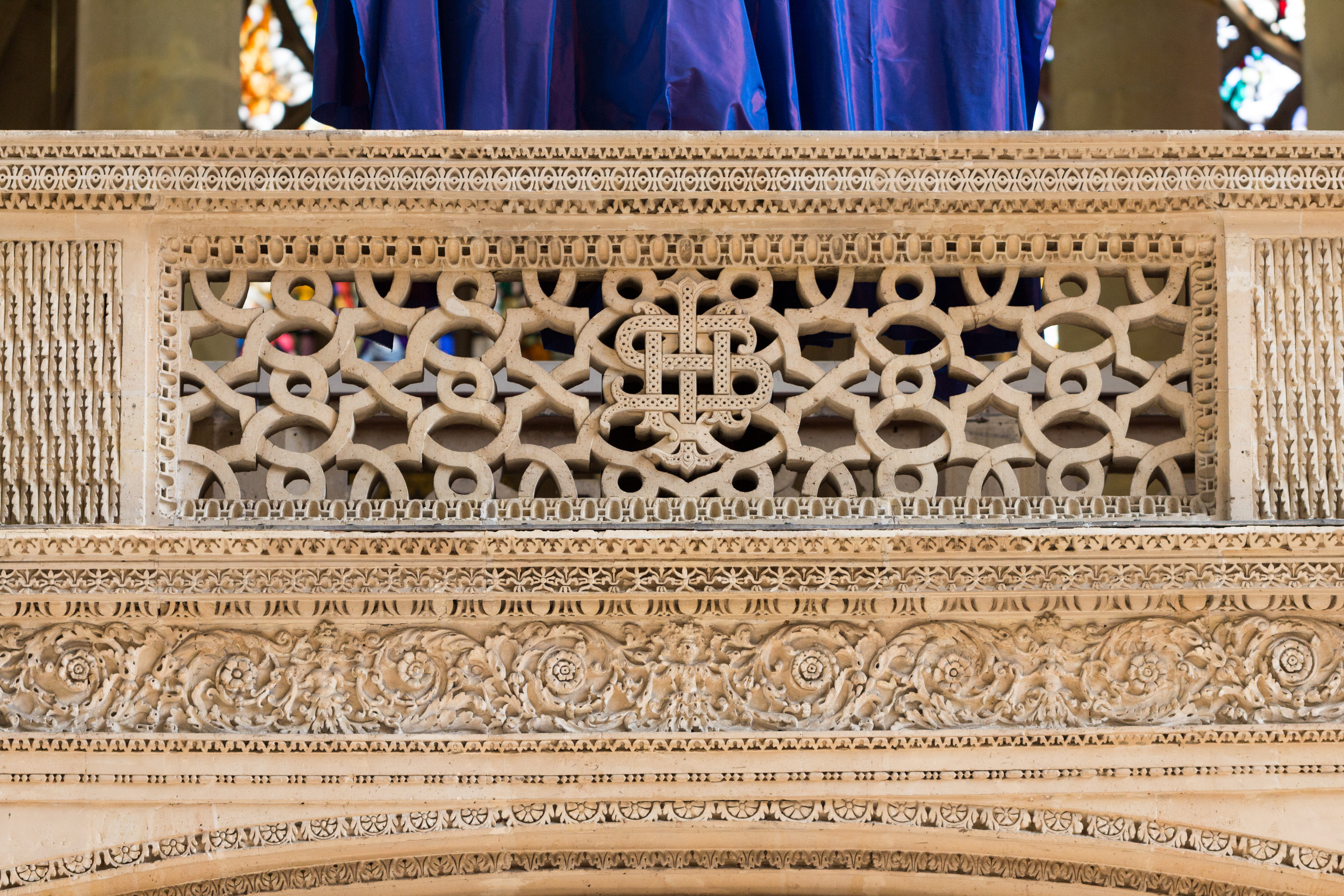

该堂最不寻常的特征，是建于1530年左右的圣坛屏，是巴黎现存的唯一一处。这是一个精心雕刻的屏风，将中殿与咏经席隔开。圣坛屏被用作向普通教友宣读经文的平台，在中世纪非常常见，但在17世纪和18世纪基本上被废除。

### 咏经席与小堂

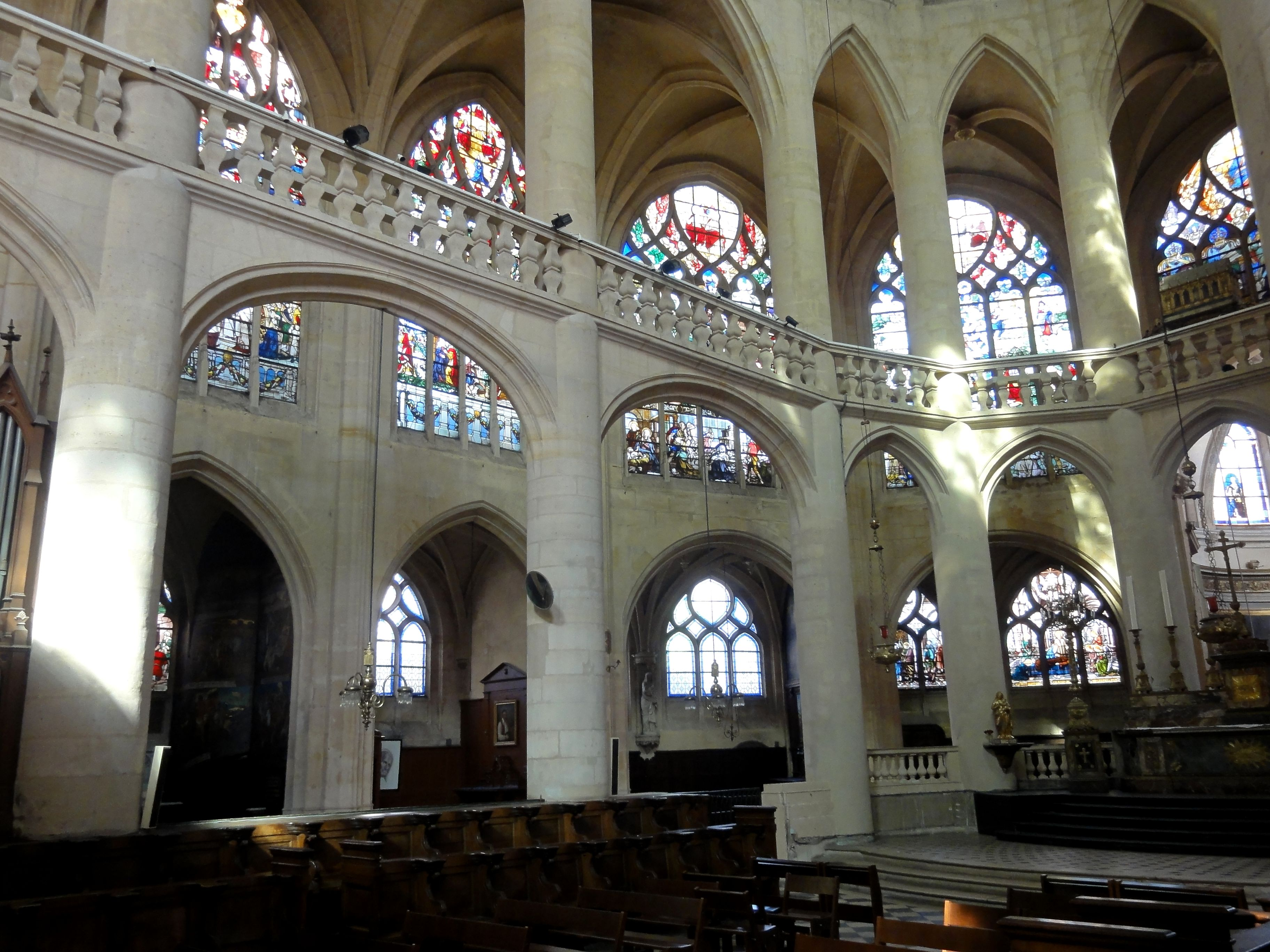
The choir on the north side
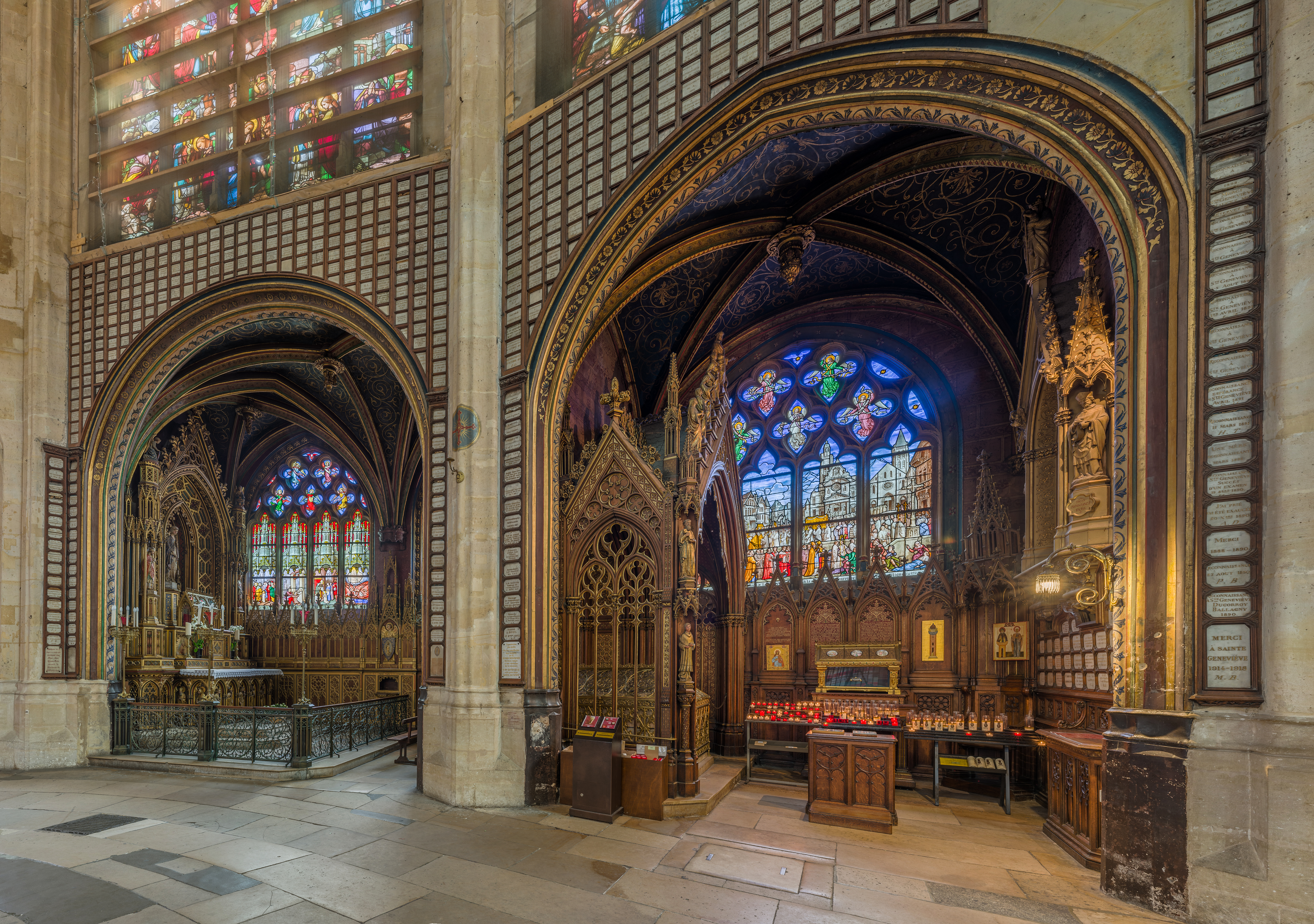
Side chapels
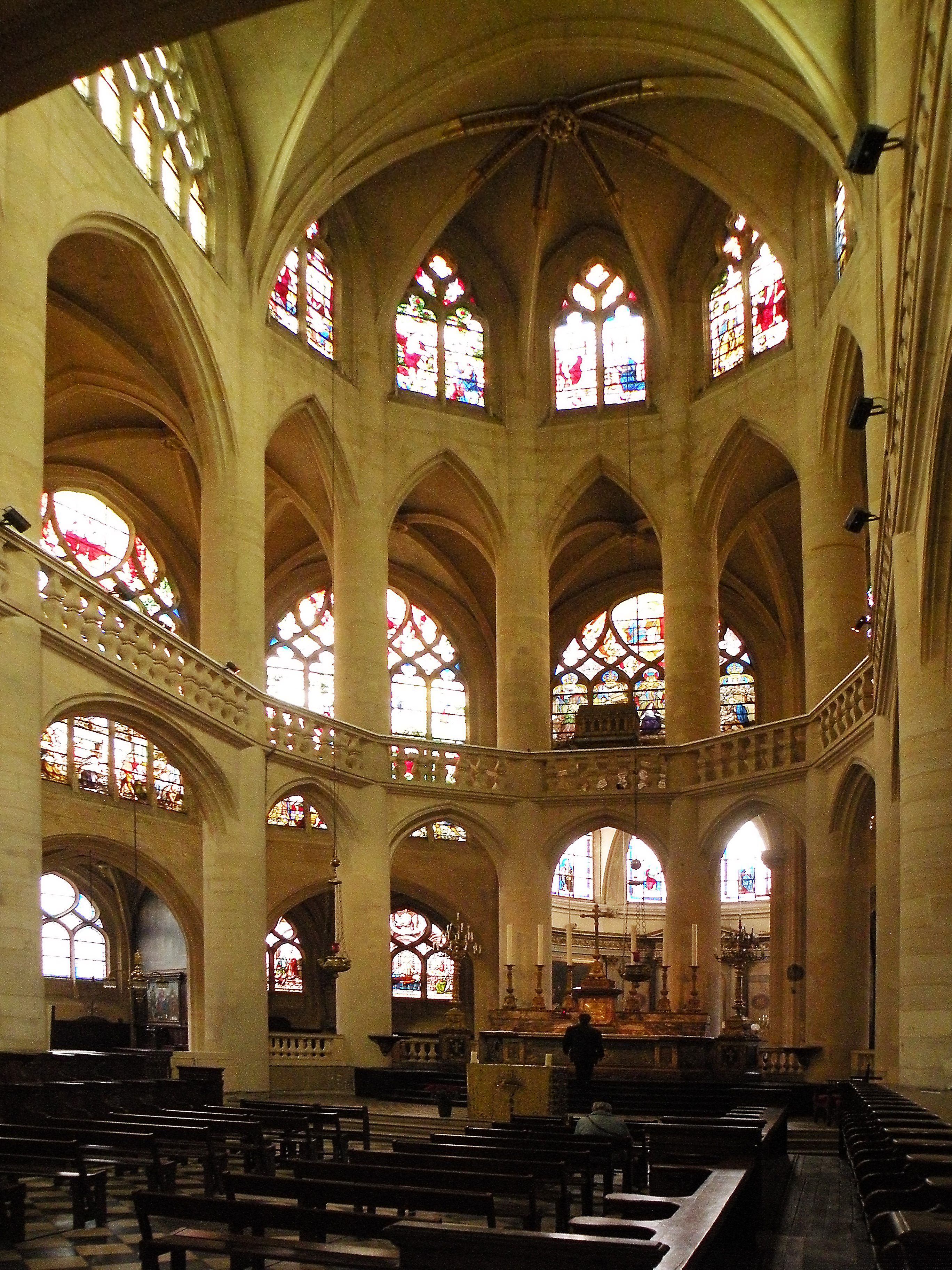
The apse, at the east end of the church

### 圣女日南斐法小堂

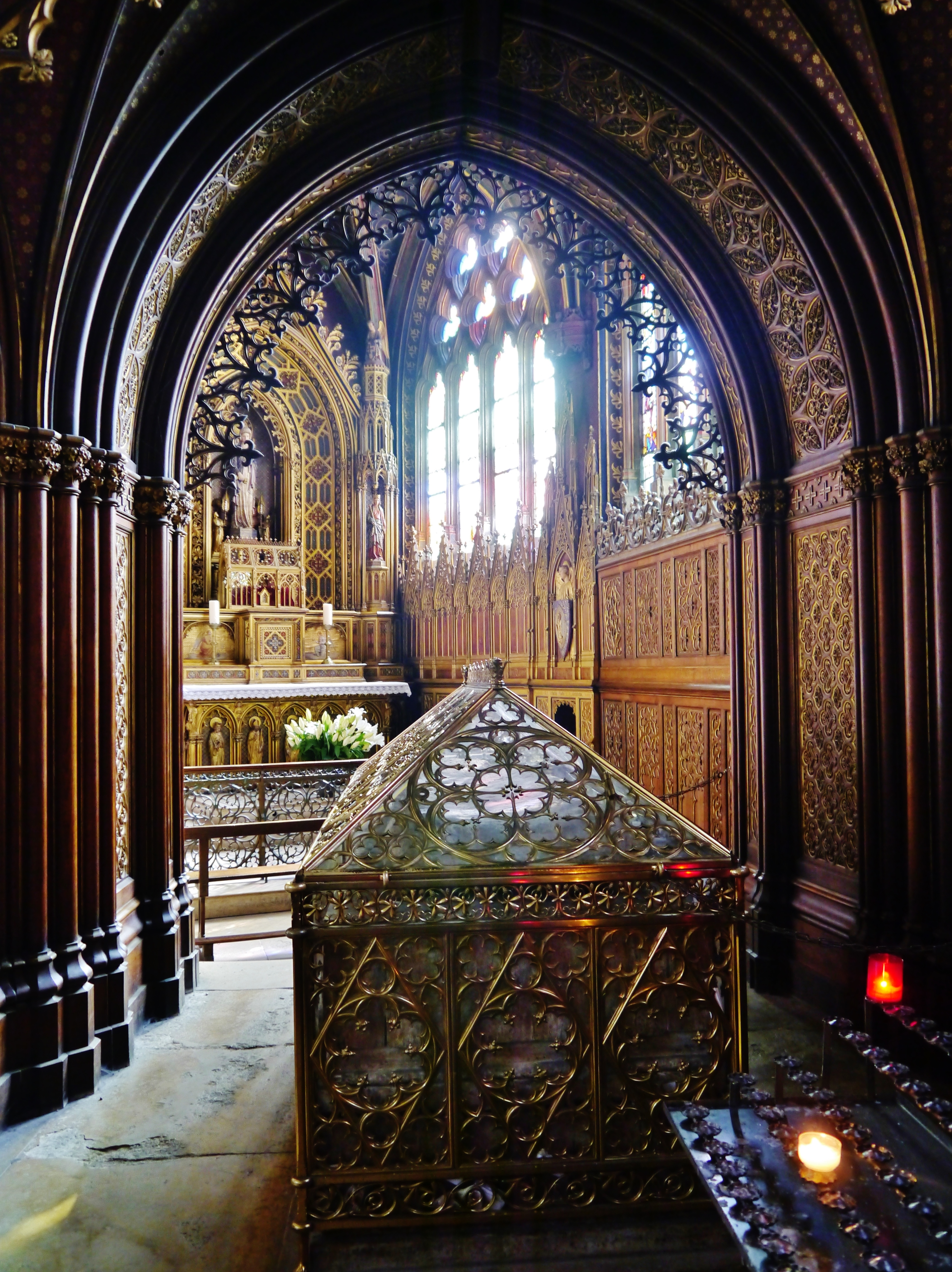
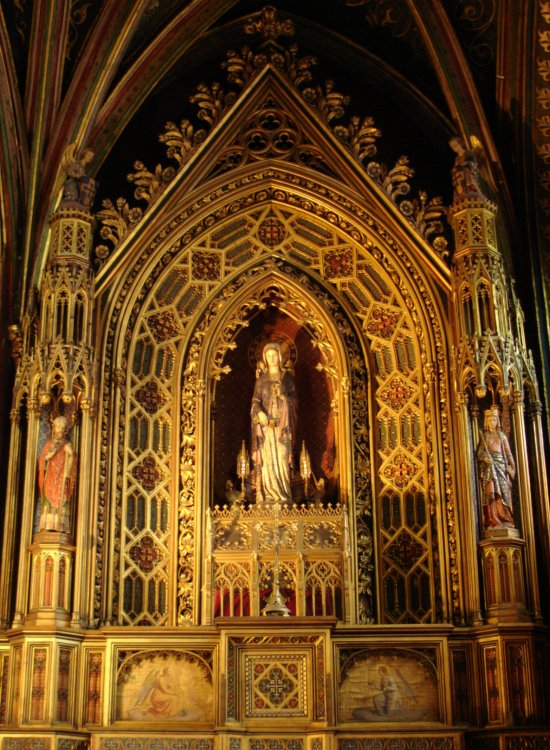
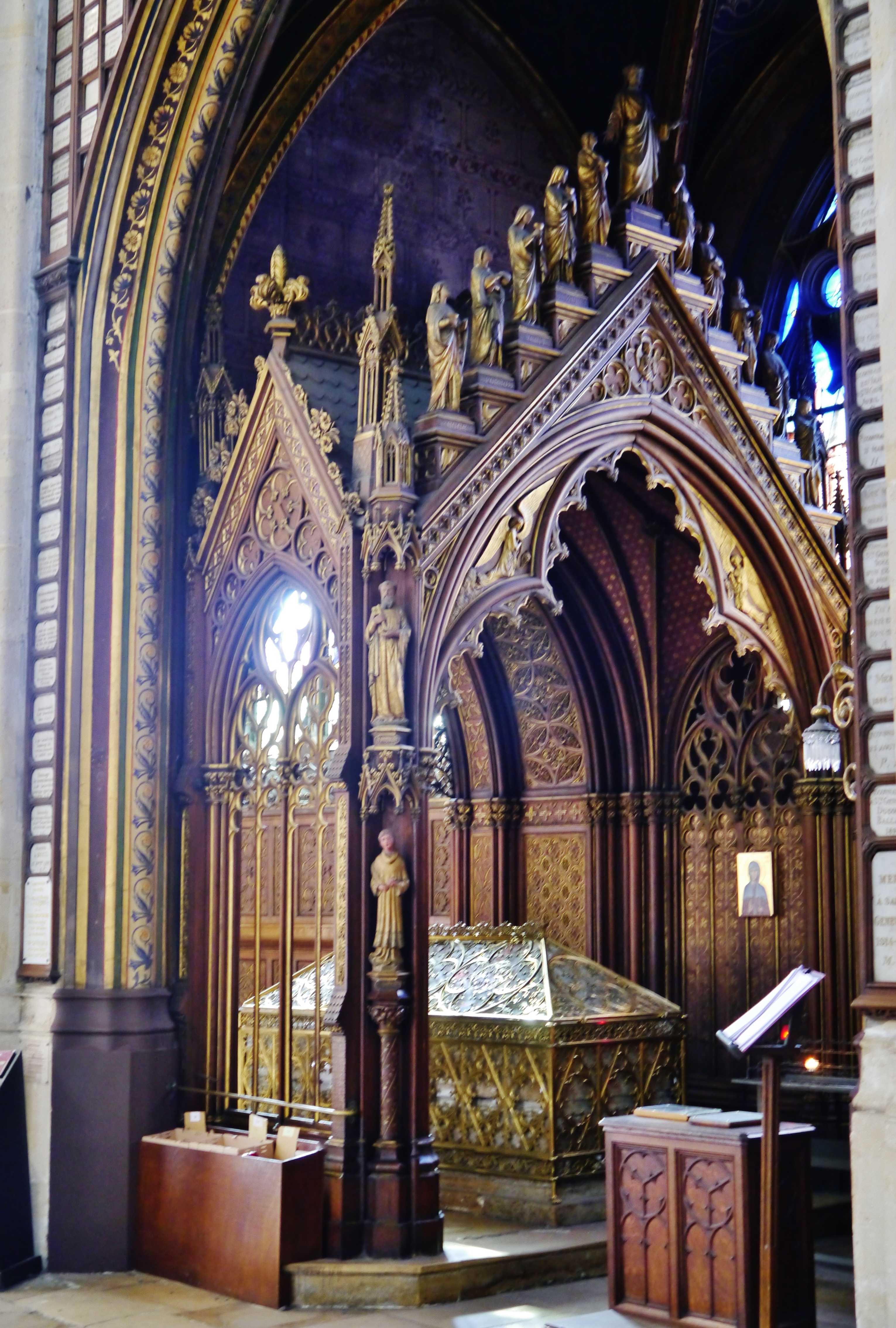
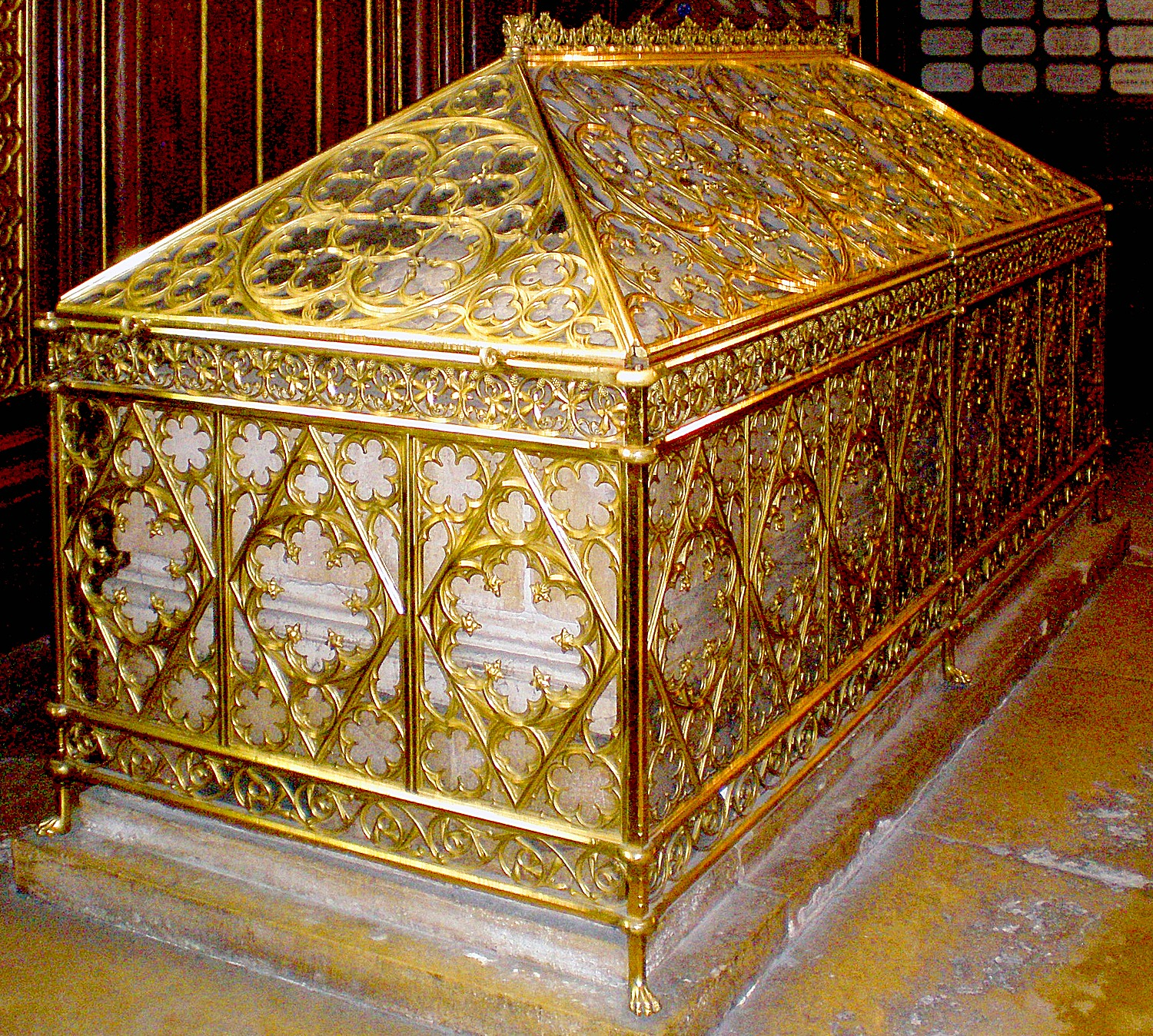

### 圣母小堂

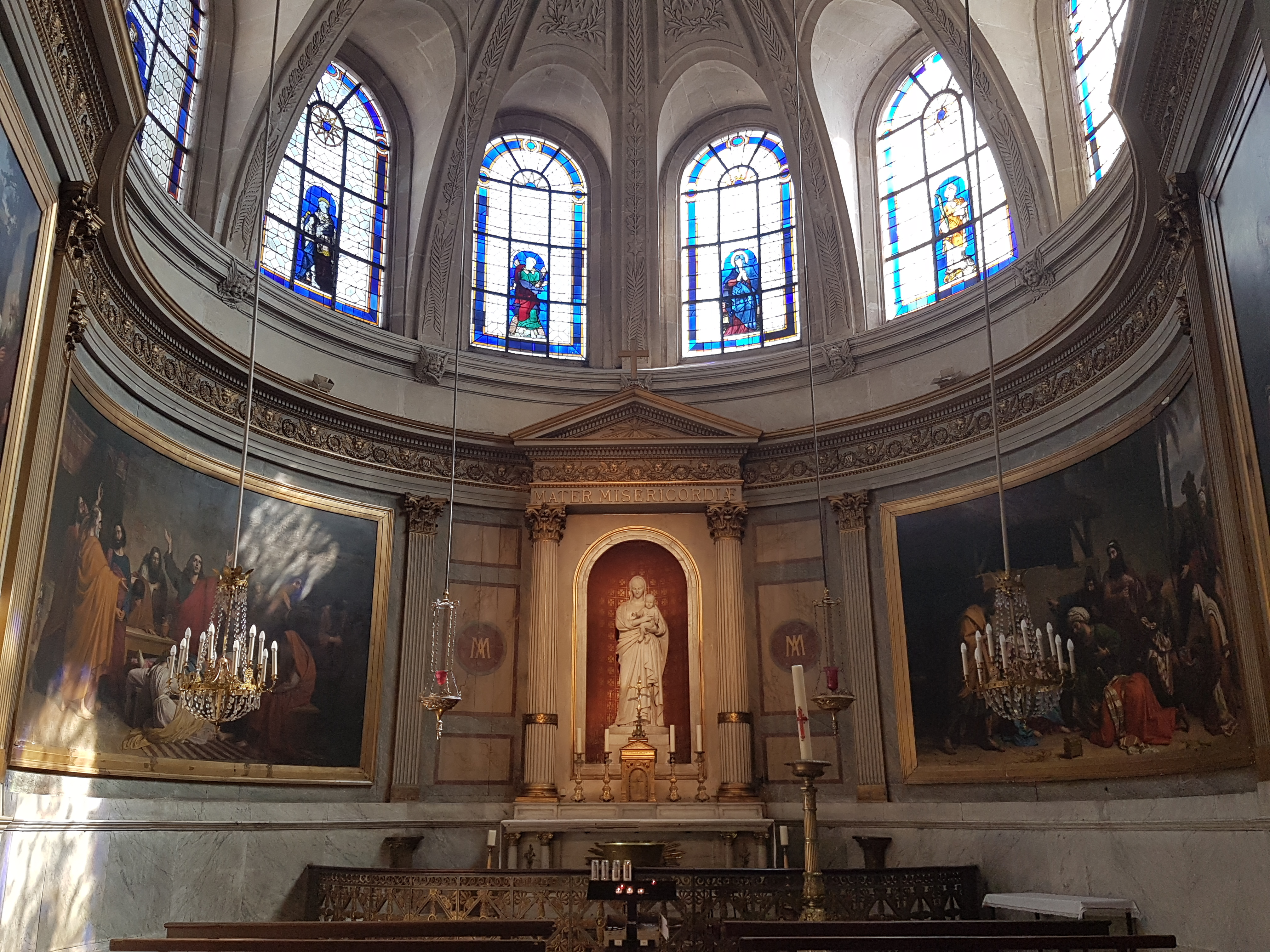
Chapel of the Virgin at east end of church
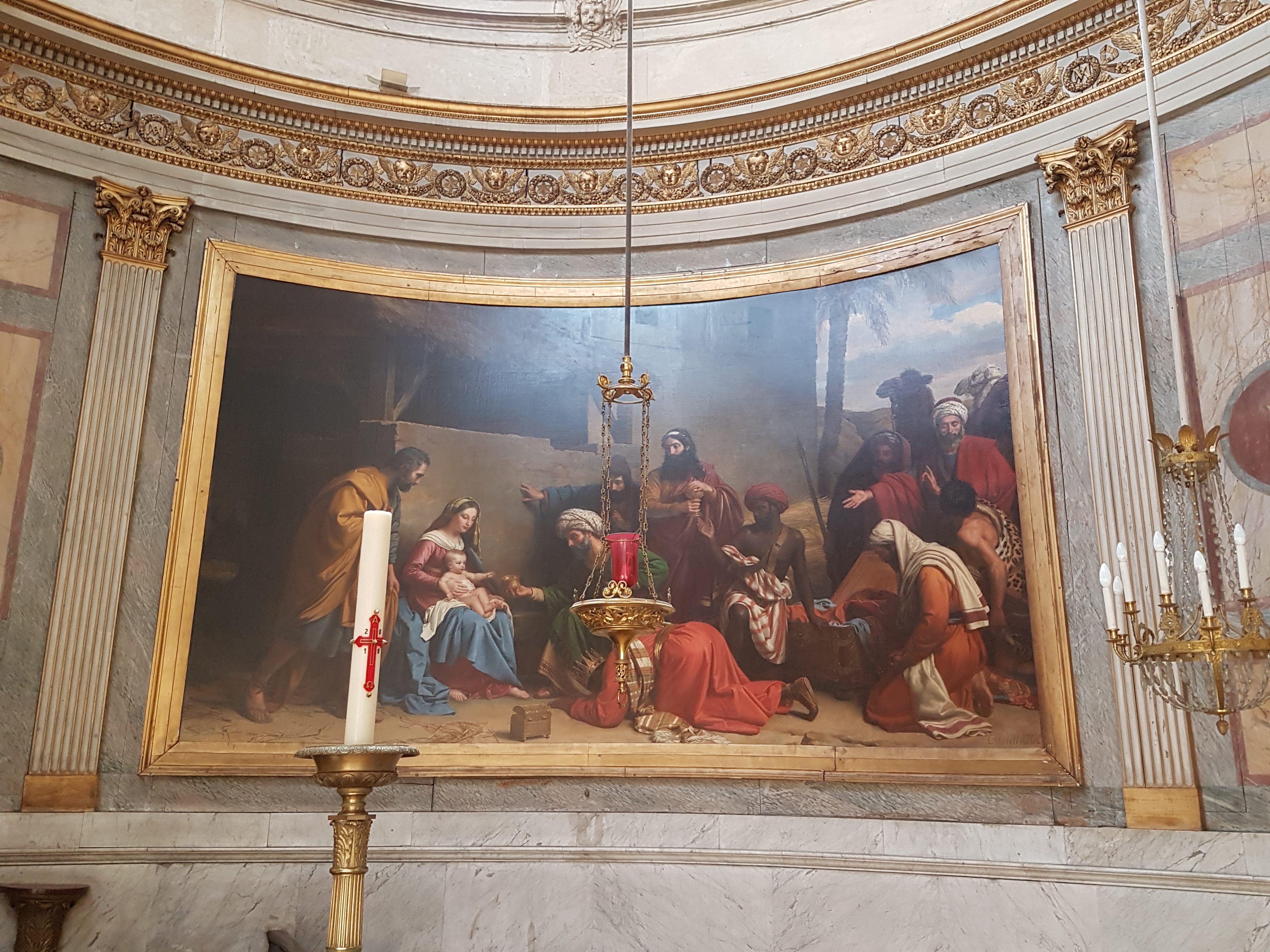
Adoration of the Christ Child by the Three Kings (Chapel of the Virgin, 1605–1609)

## 花窗玻璃

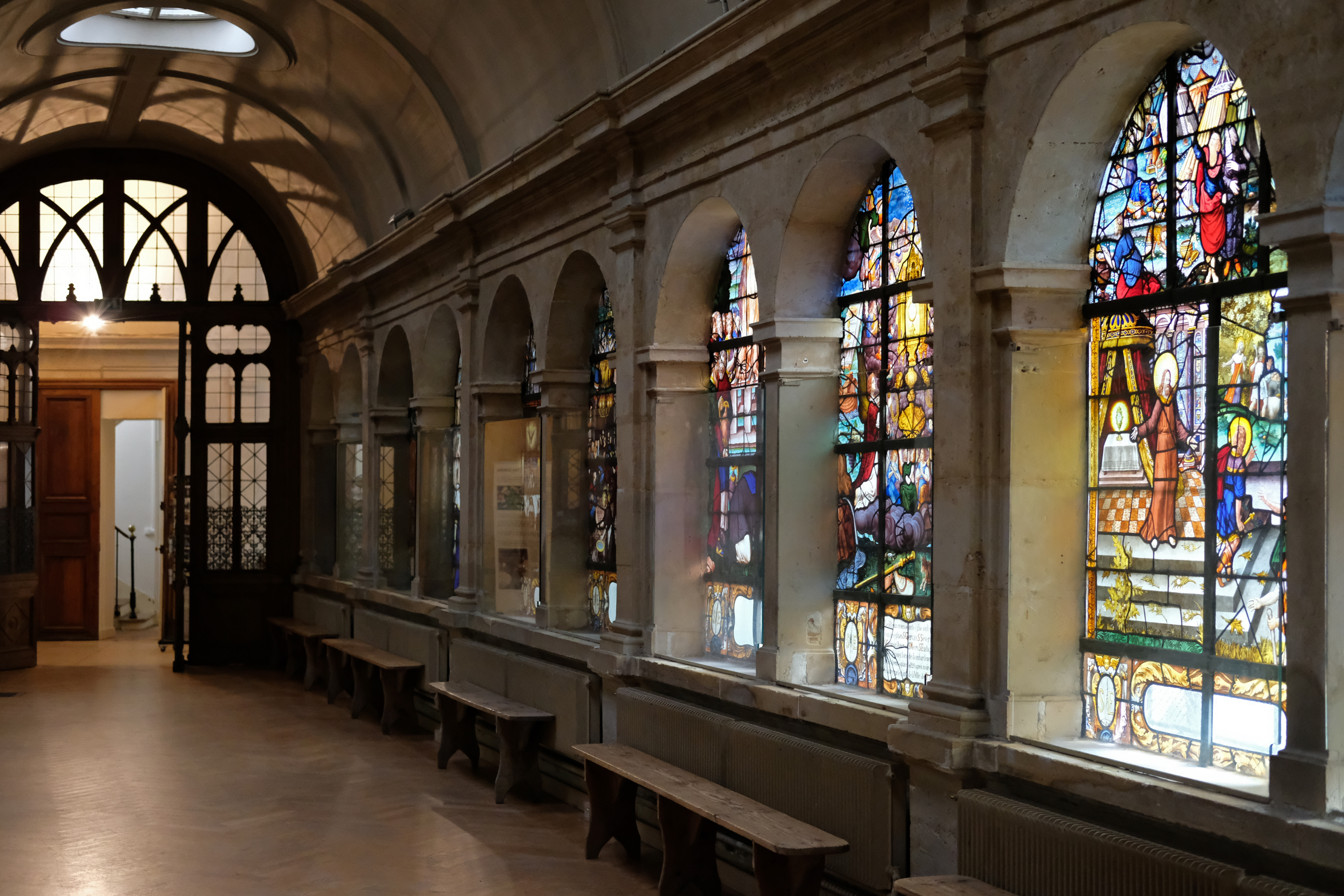
The Chapel of Communion

### 第1-2扇窗

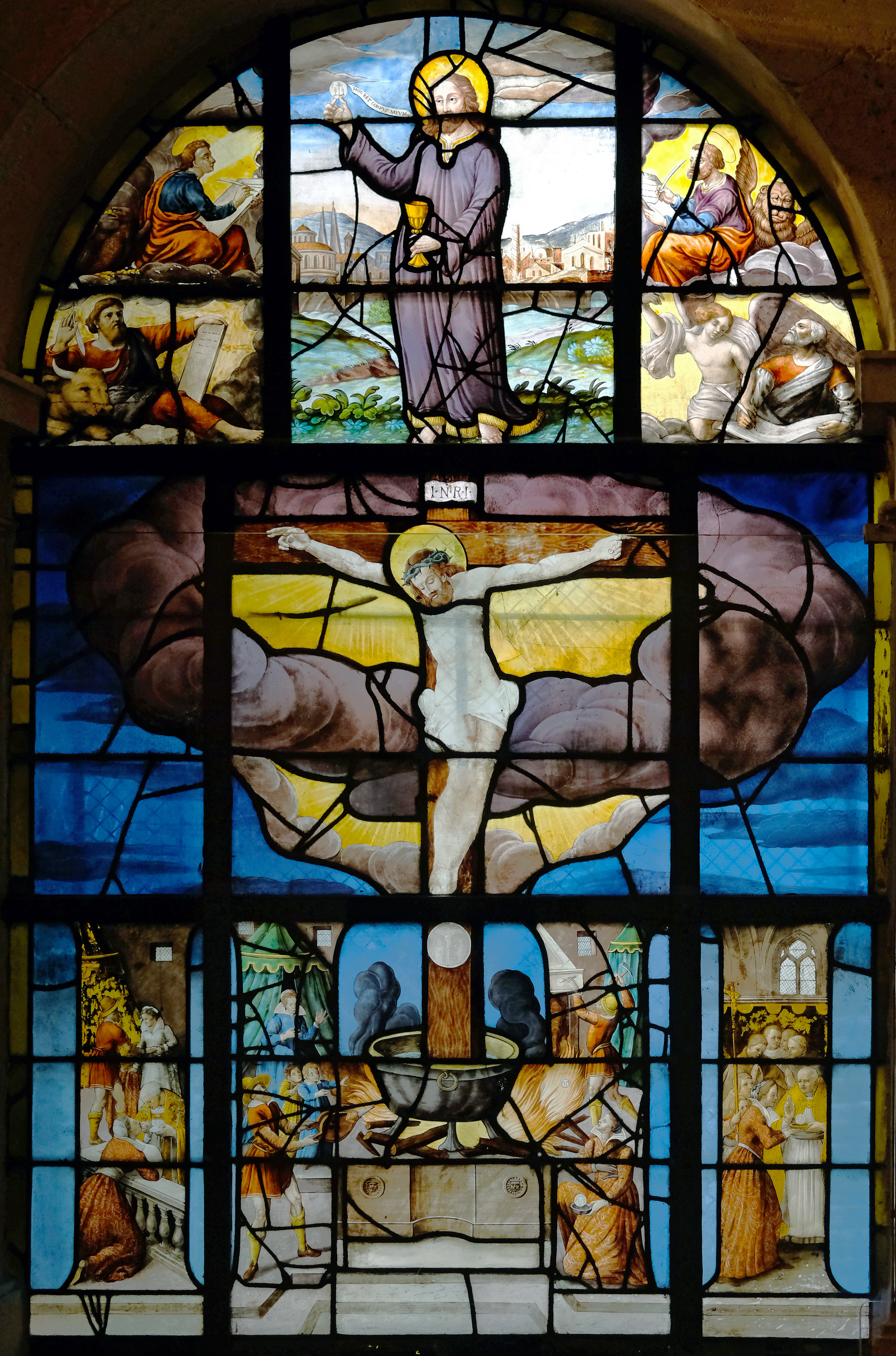
"Miracle of the Billettes"
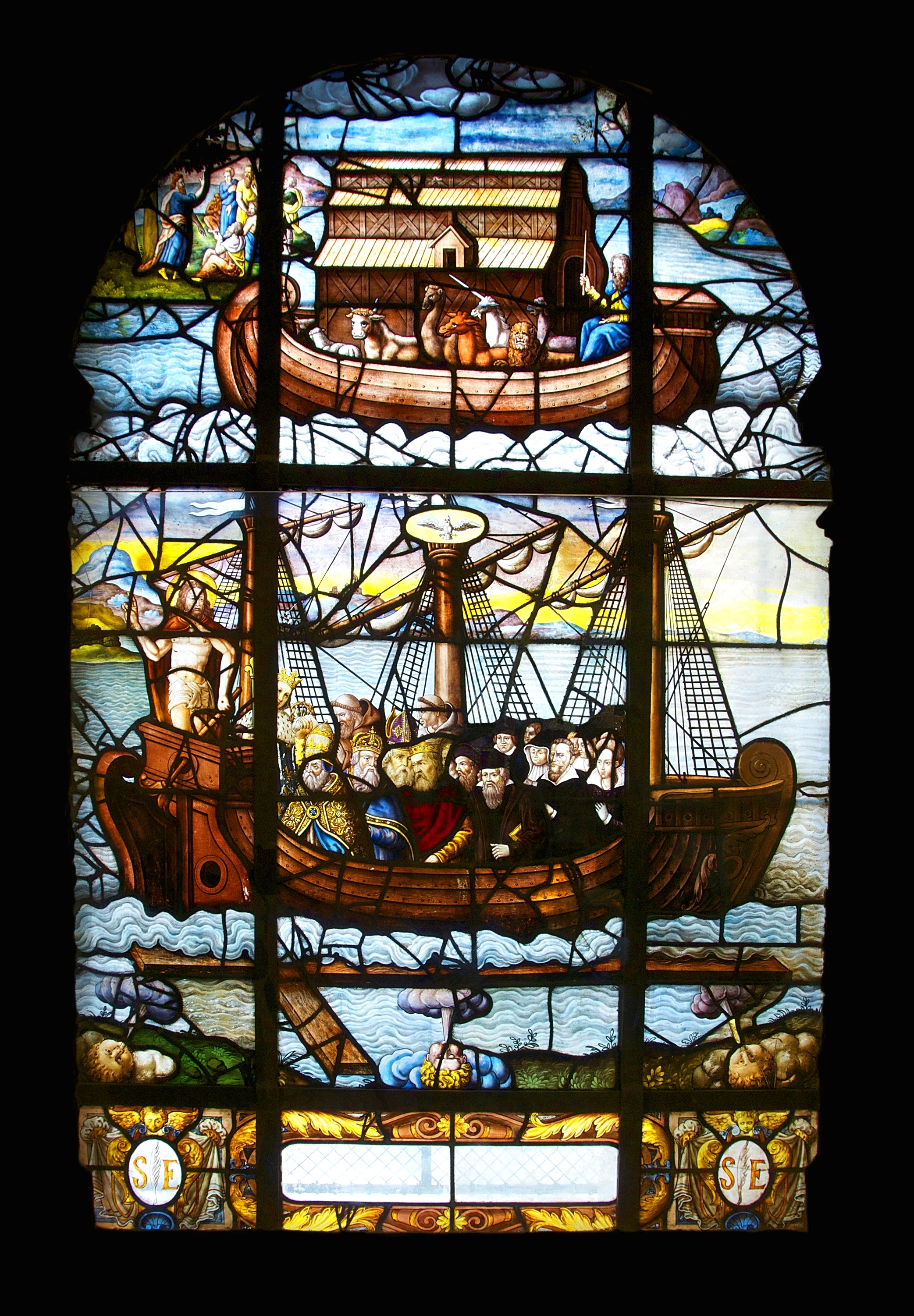
Window 2 – "The Church as a Ship"
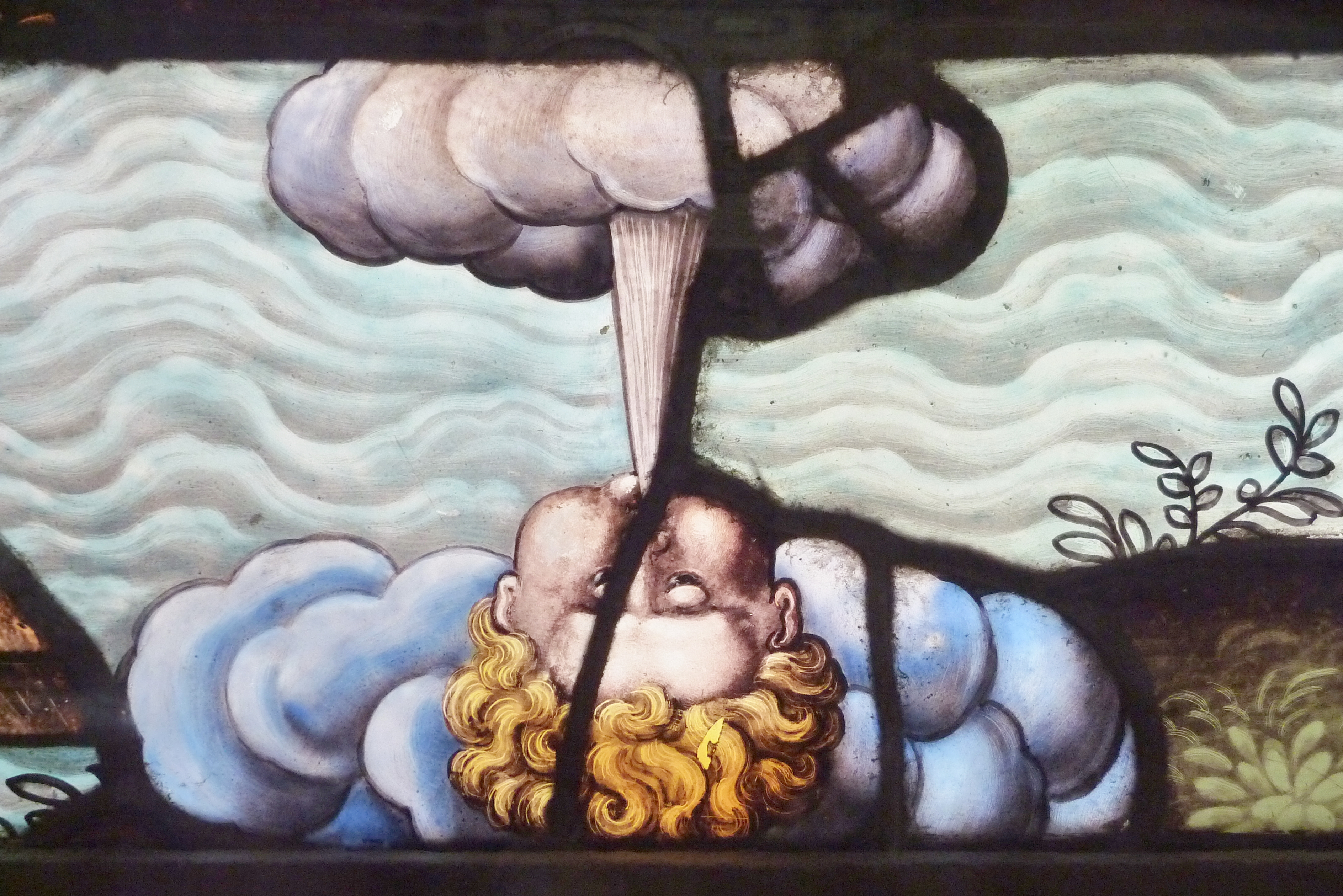
Detail of the blowing storm in "The Church as a Ship"

### 第3-4扇窗

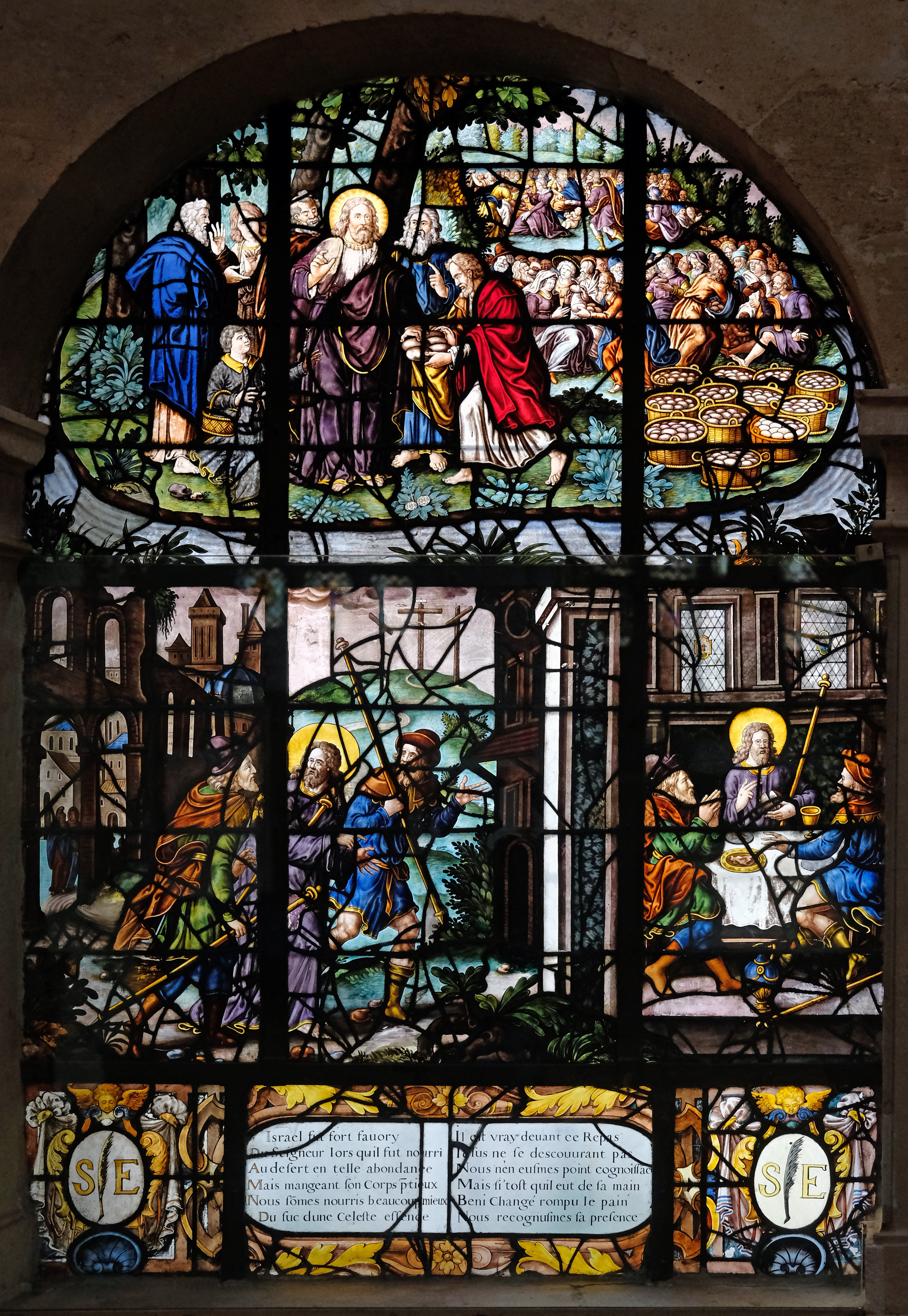
Window 3 – "Multiplication of the Loaves"
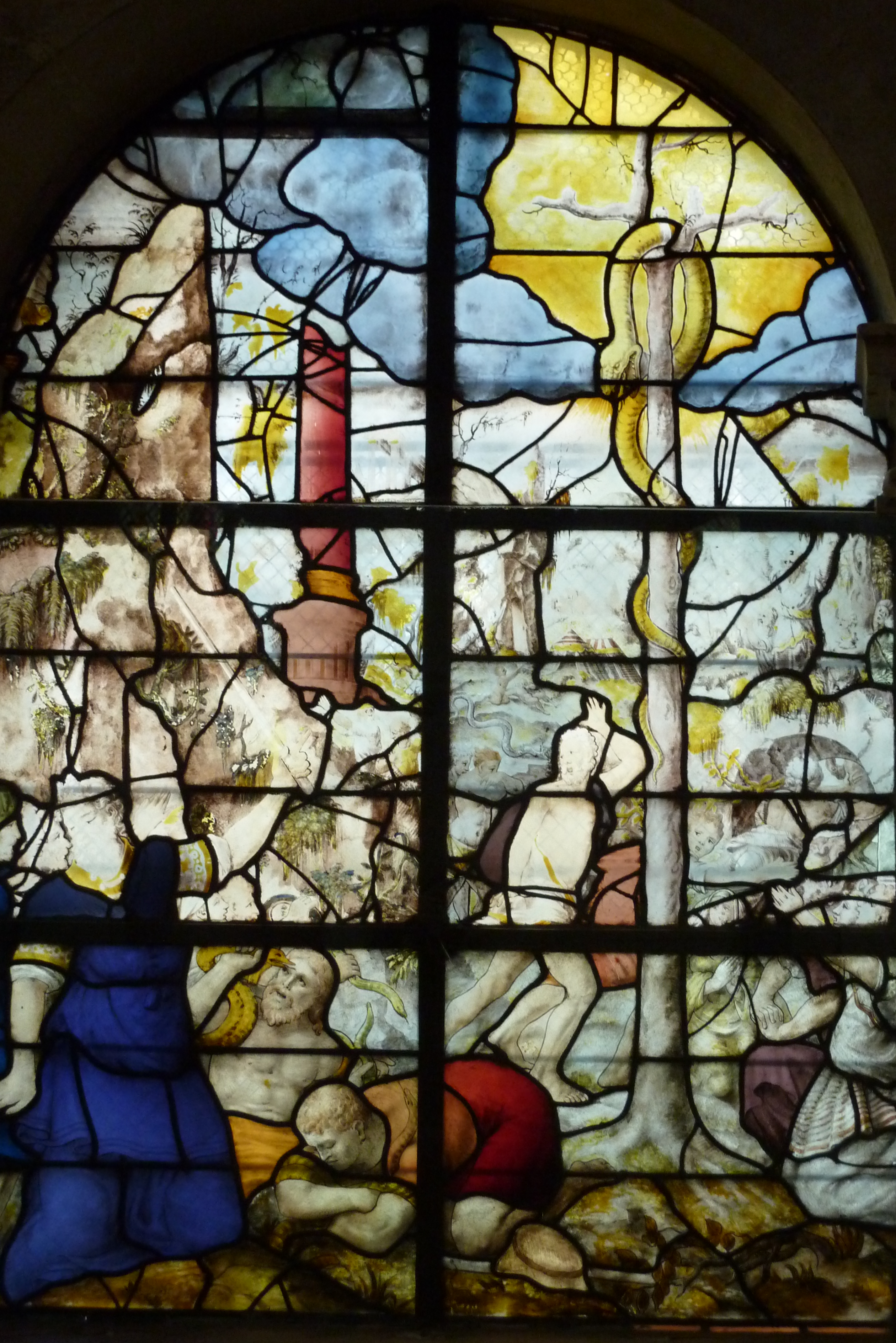
Window 4 – "The Brass Serpent"

### 第5-6扇窗

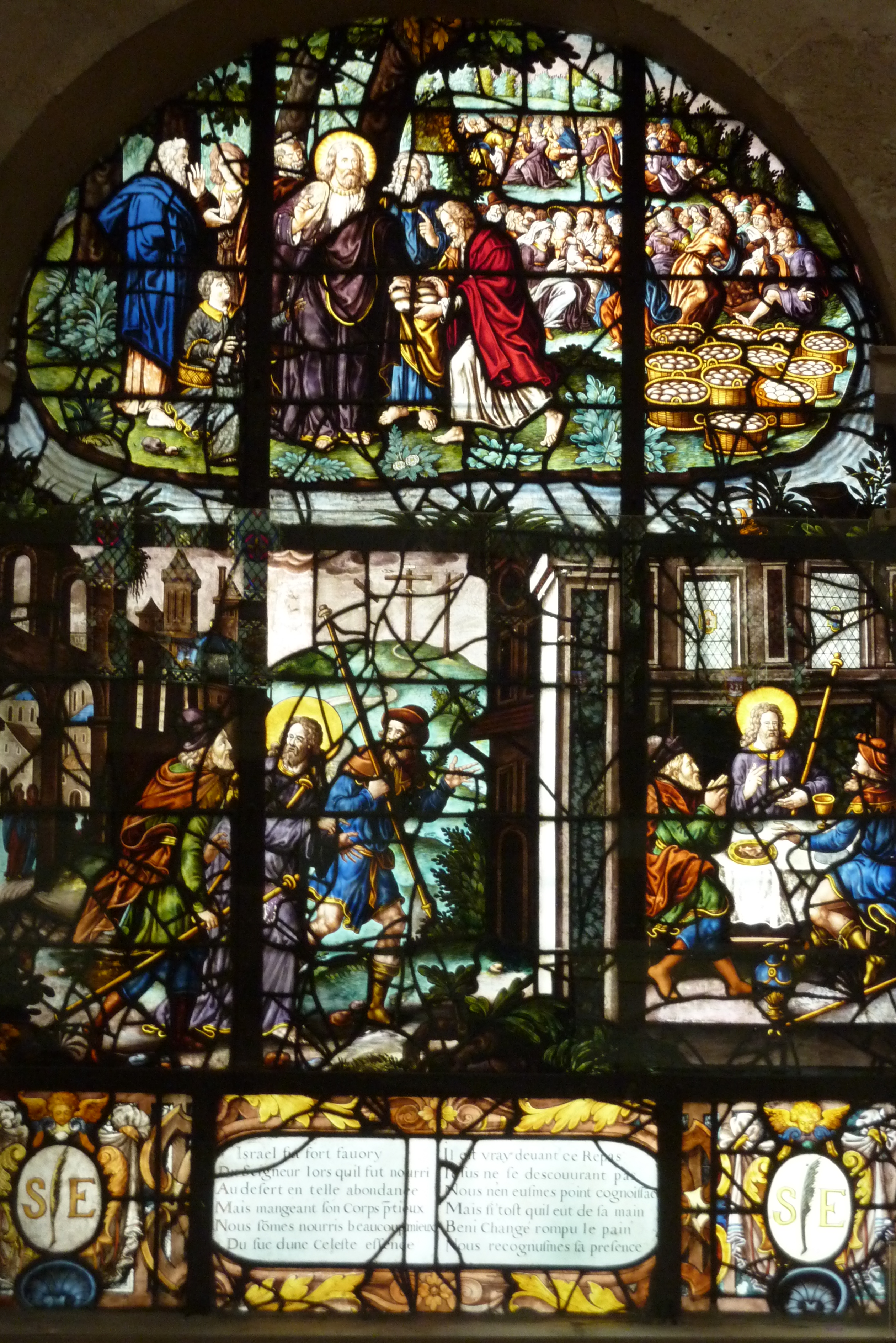
Window 5 – "Passover"
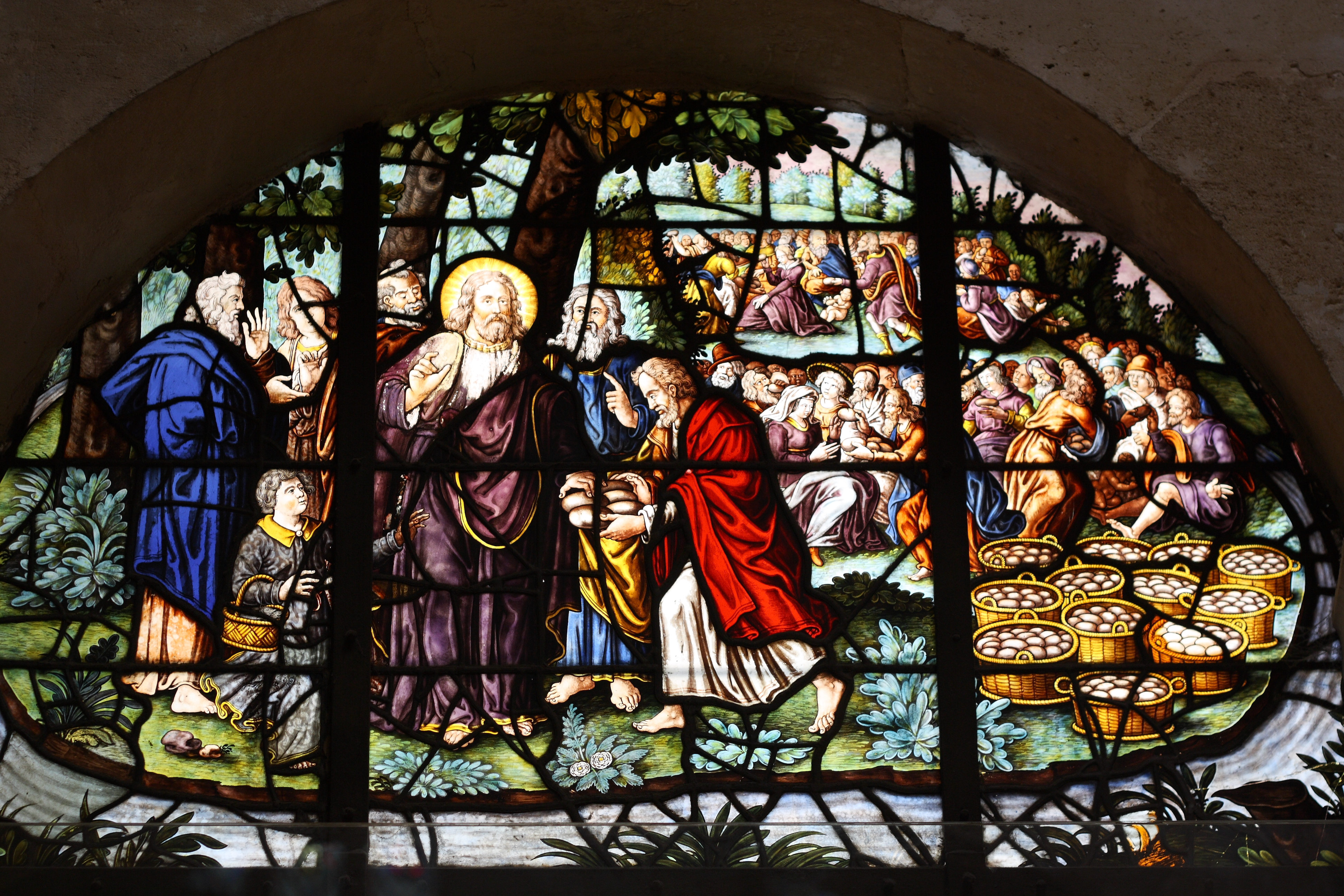
Window 5 detail, Christ multiplies the loaves of bread
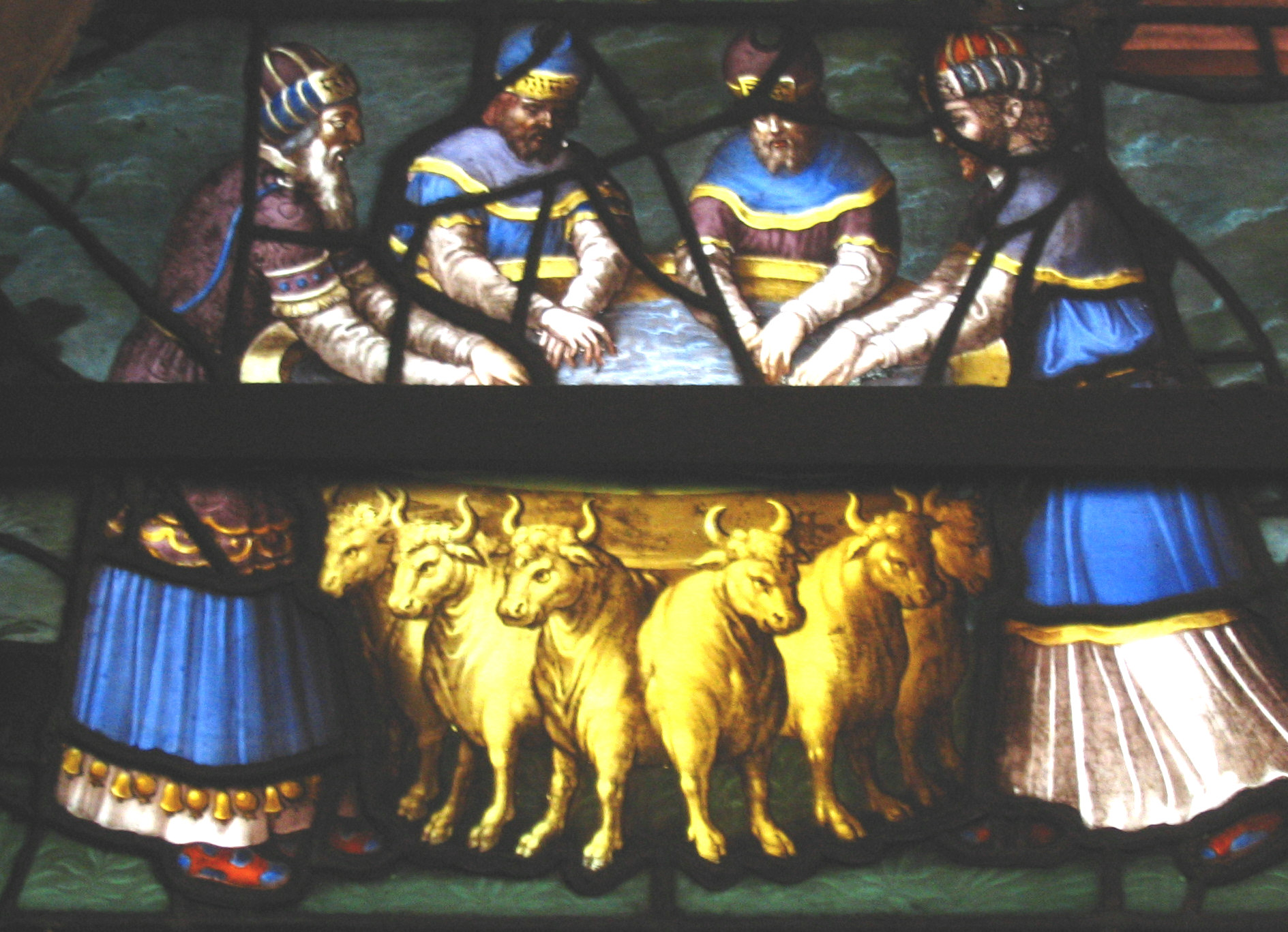
Detail of Window 6 – "Rites of Purification"; cleaning hands

### 第7-8扇窗

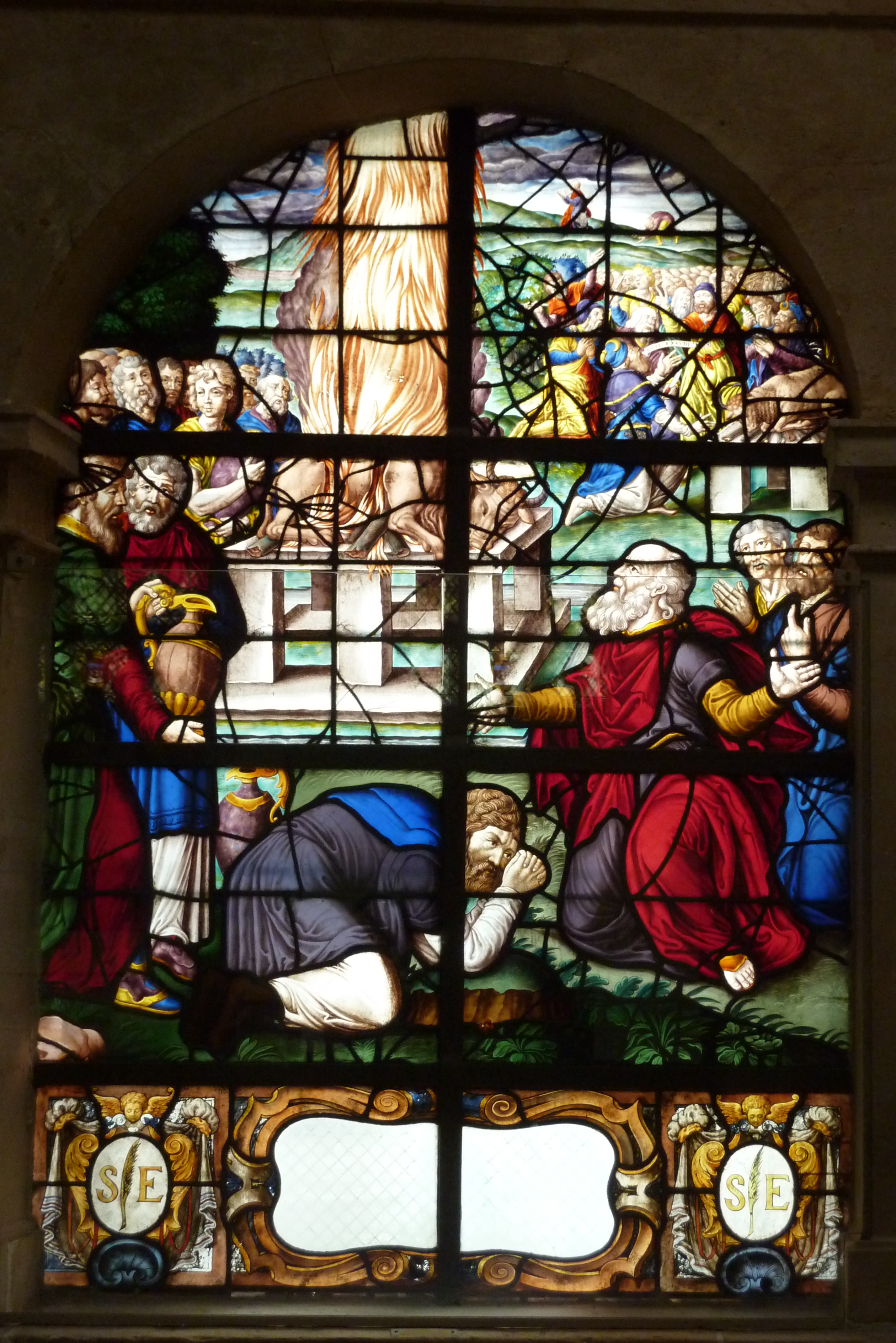
Window 7 – "Elijah's Sacrifice"
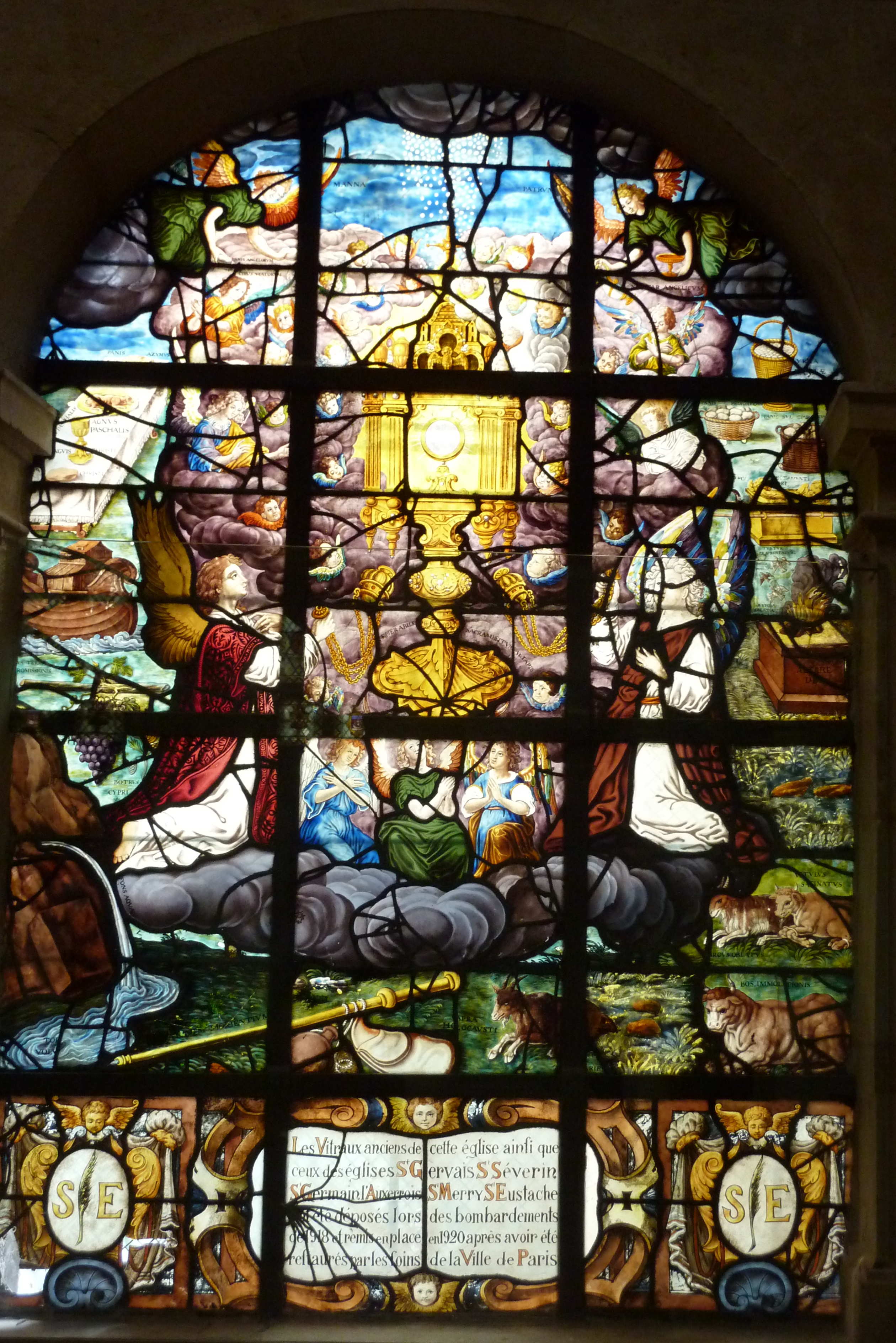
Window 8 – "Adoration of the Host"
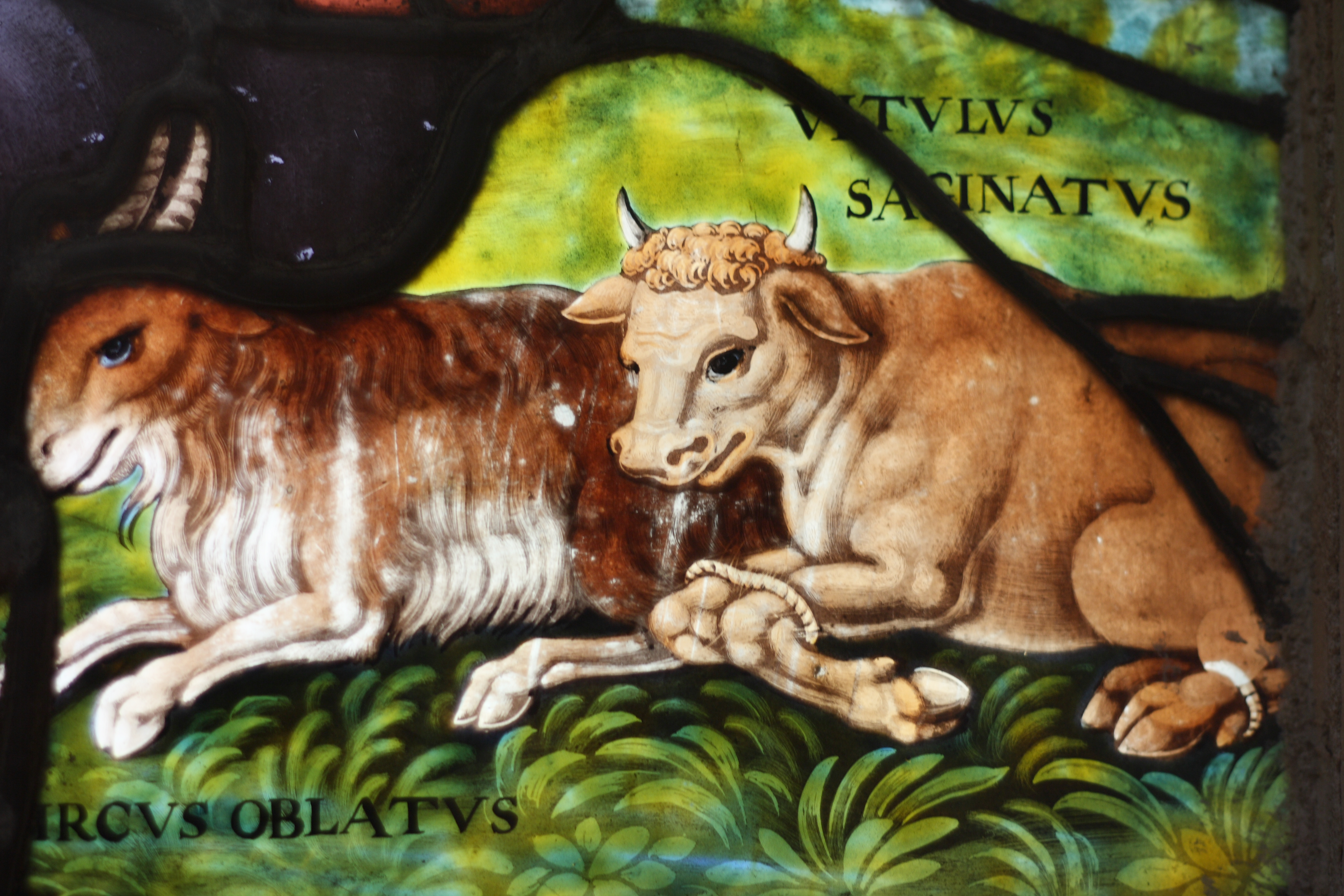
Detail of Window 8

### 第9-10扇窗

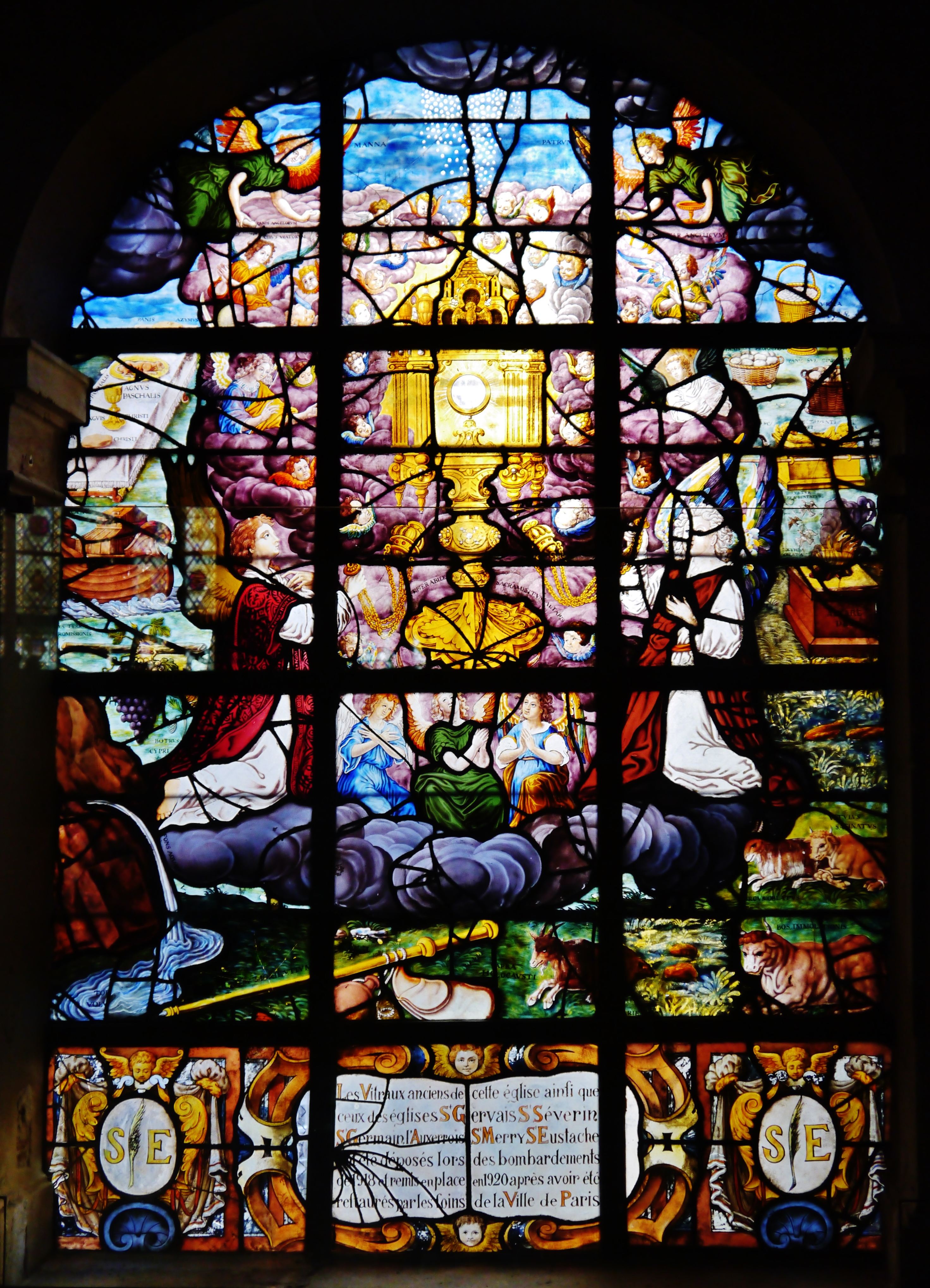
Window 9 – "Adoration of the Holy Sacrament" (1605–1609)
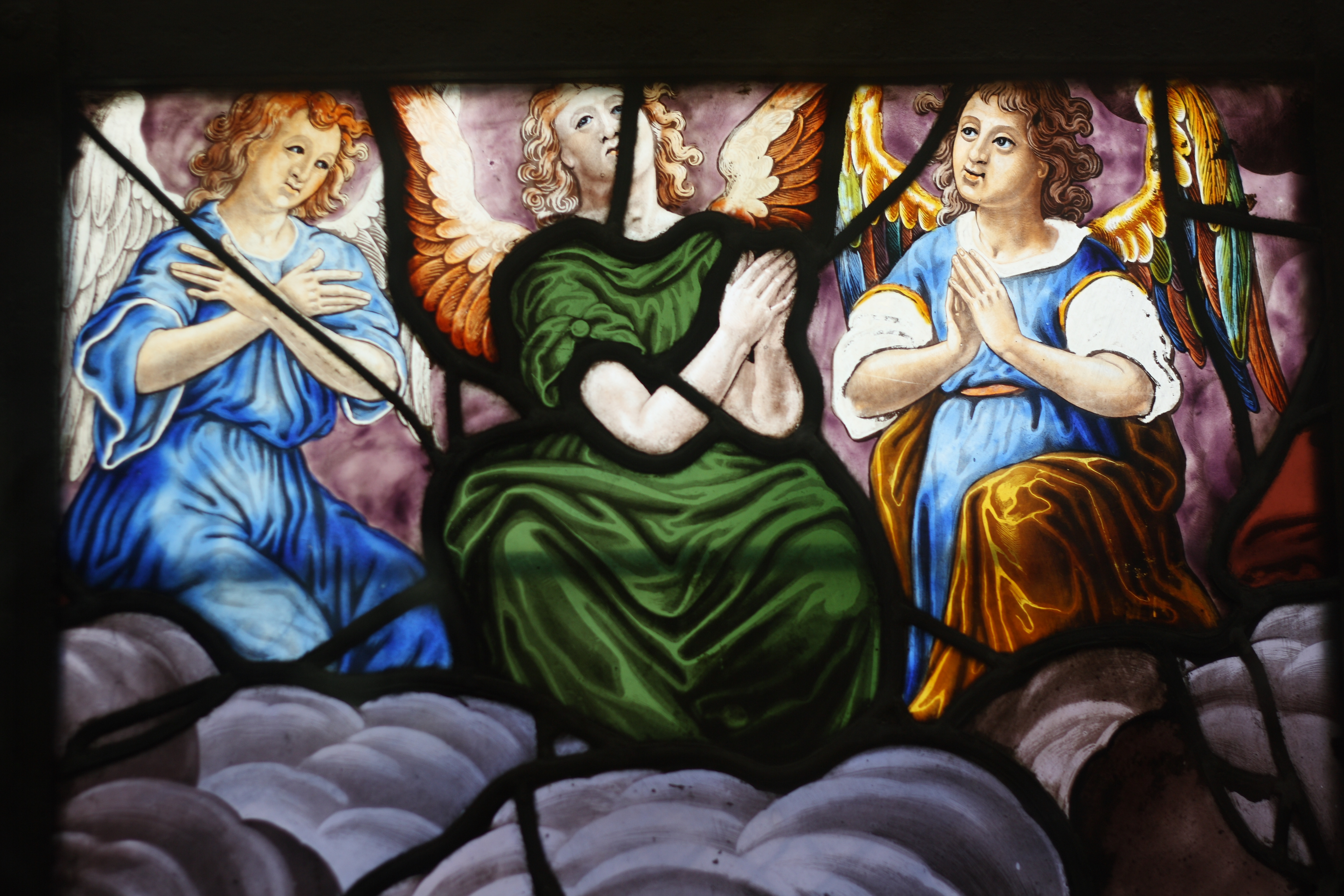
Detail from "Adoration of the Holy Sacrament" (1605–1609)
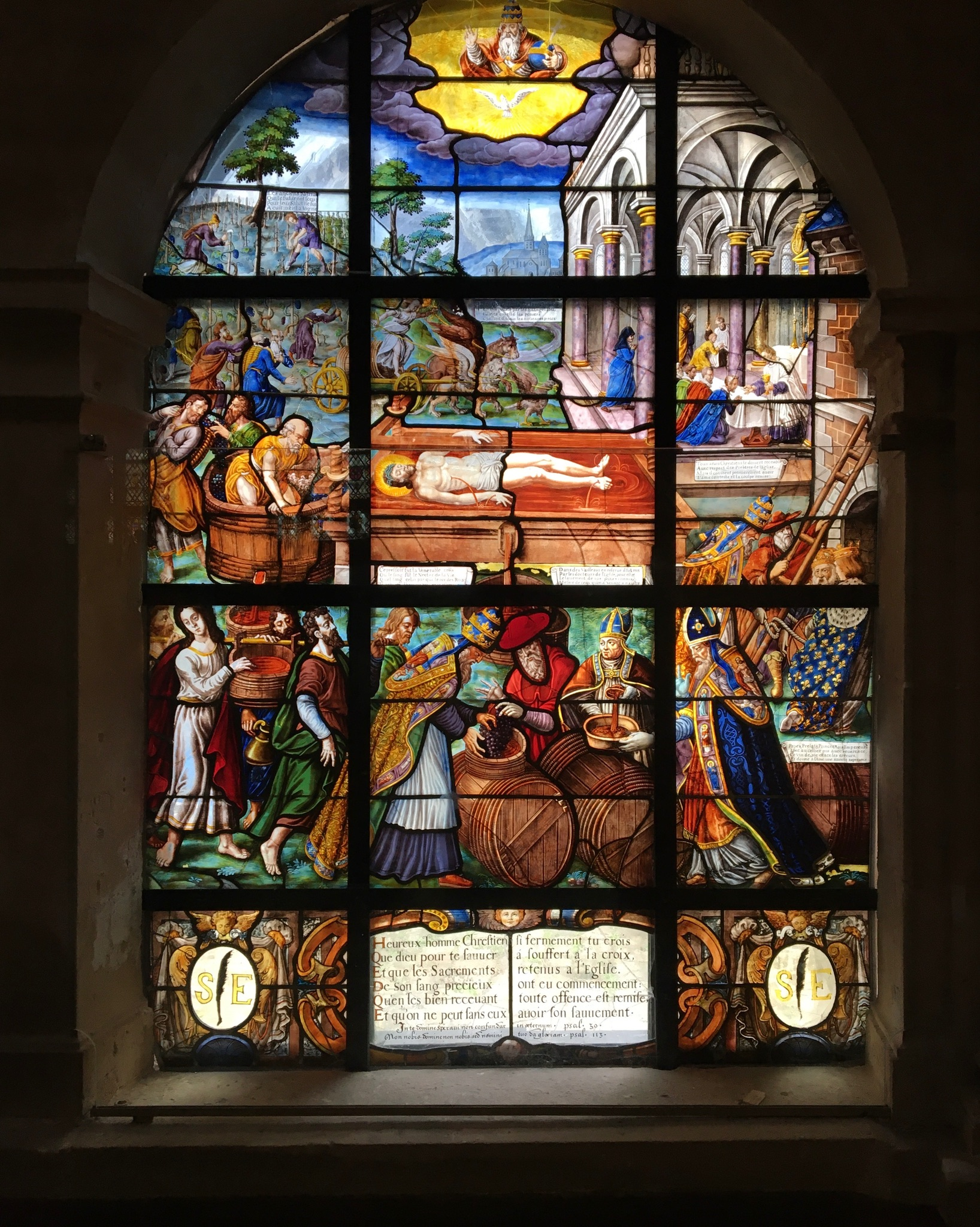
Window 10 – "The Mystical wine press" (1618)
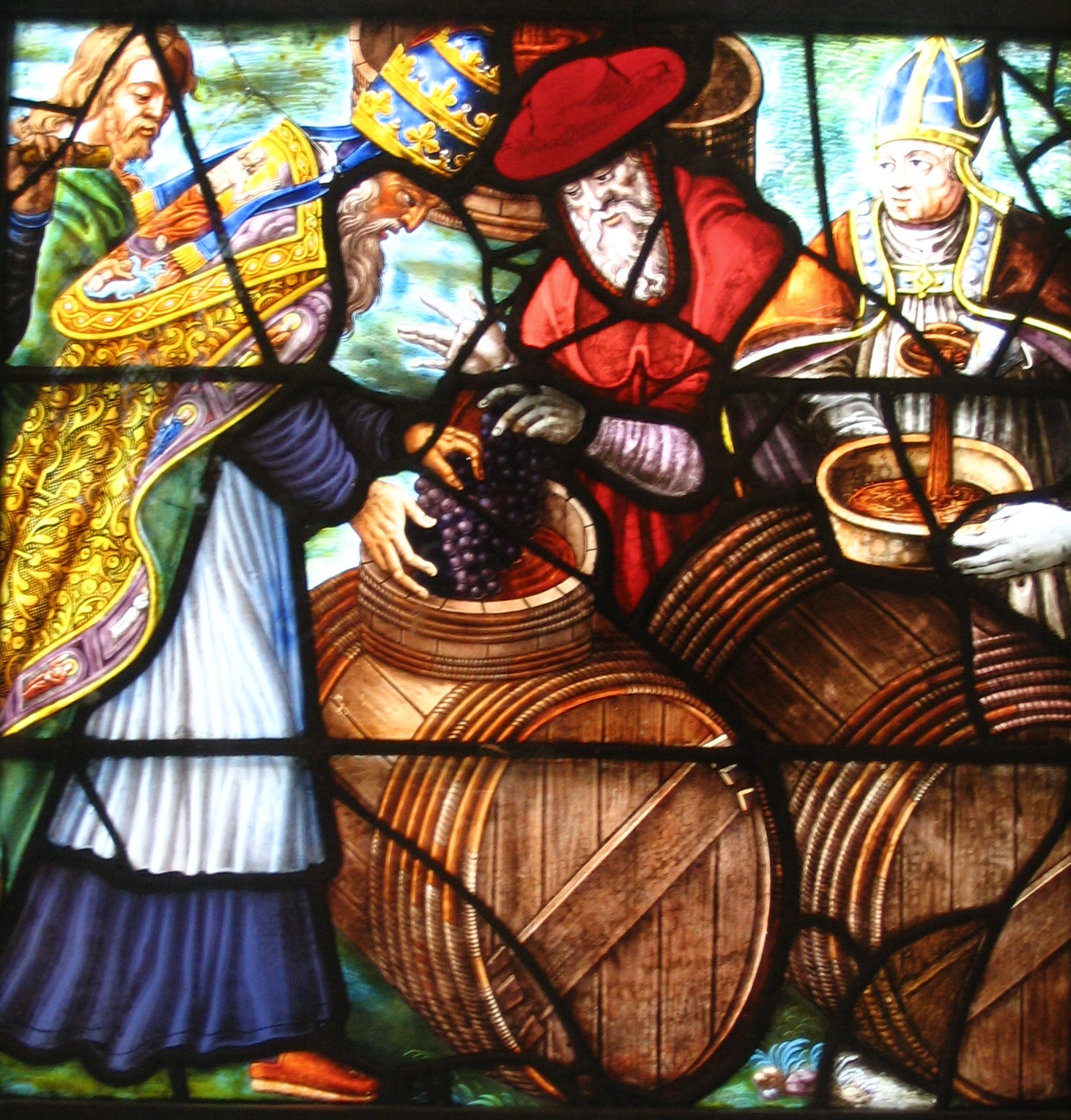
Detail of the Mystical Wine Press (1618)

### 第11-12扇窗
第十一扇窗系17世纪作品，顶部描绘圣餐的起源，祝福葡萄酒和饼，以及先知亚伯拉罕凯旋而归。下面两块玻璃，左边是圣母领报（19世纪）和最后的晚餐（1612年）。
第十二扇根据《创世纪》第18章第1-12节，描绘了幔利橡树的故事。亚伯拉罕接待了三位神秘的天使，他们承诺他会有一个儿子。他们还预测了所多玛和蛾摩拉城的毁灭。

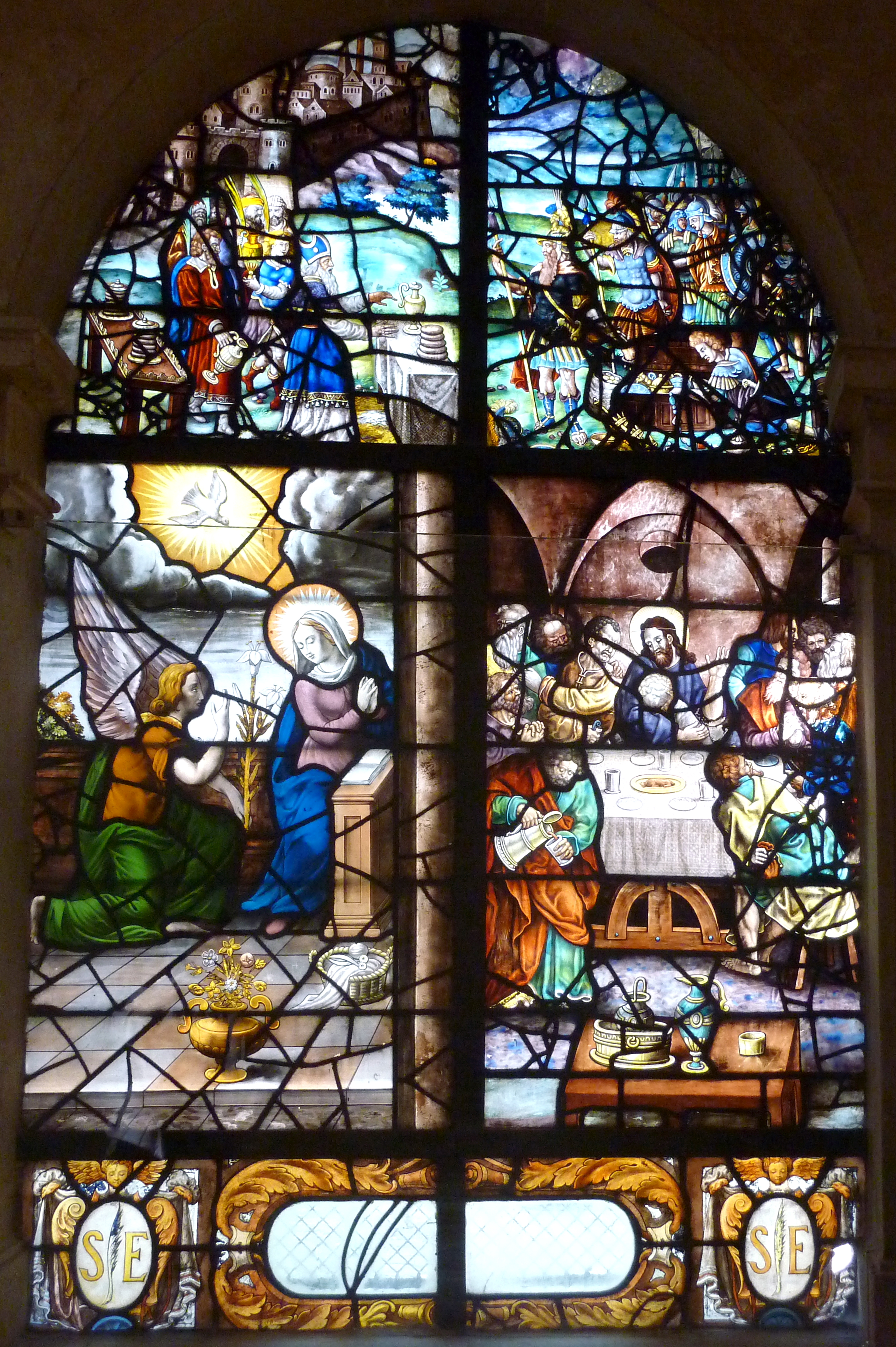
第十一扇窗 – 圣餐
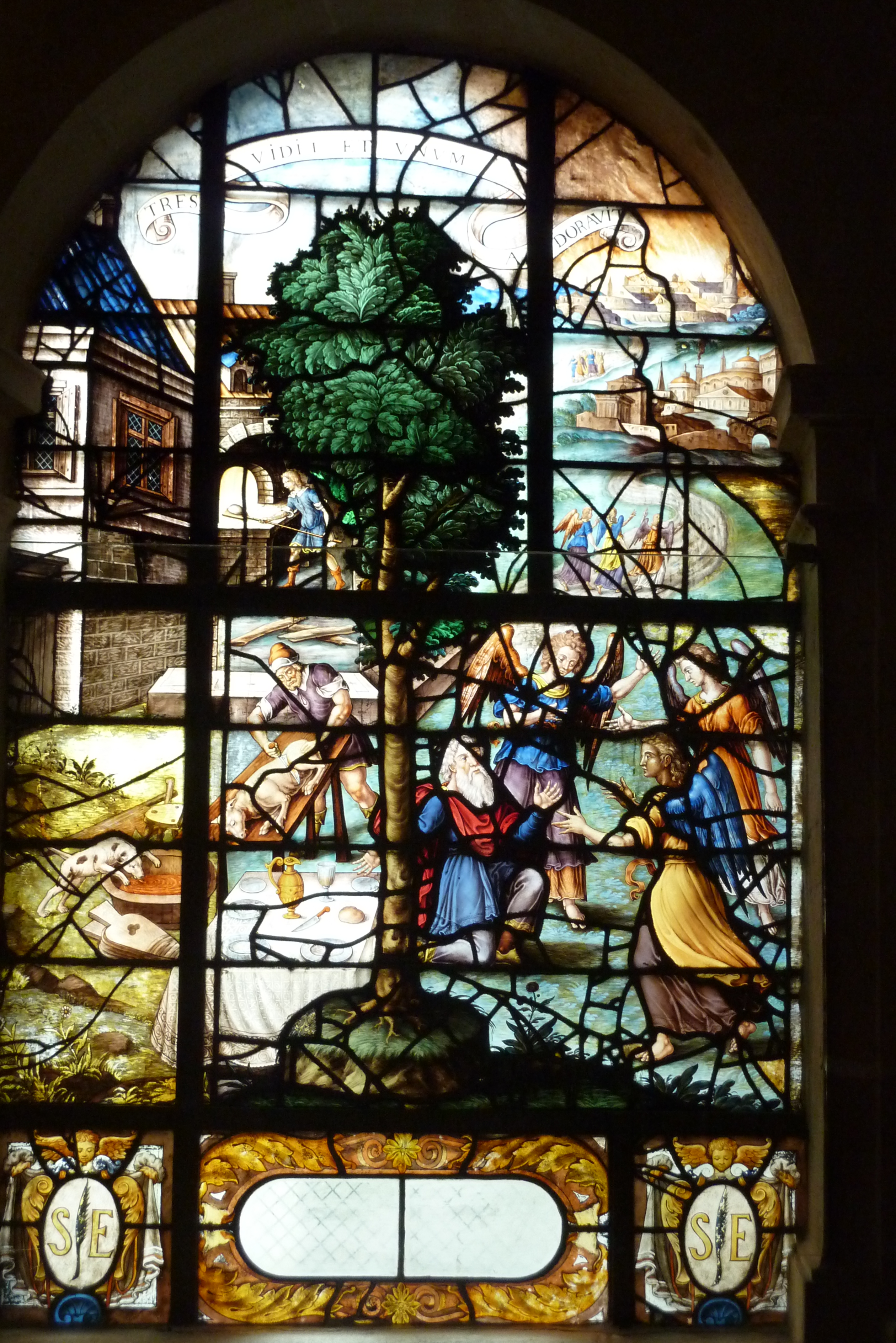
第十二扇窗 – 幔利橡树
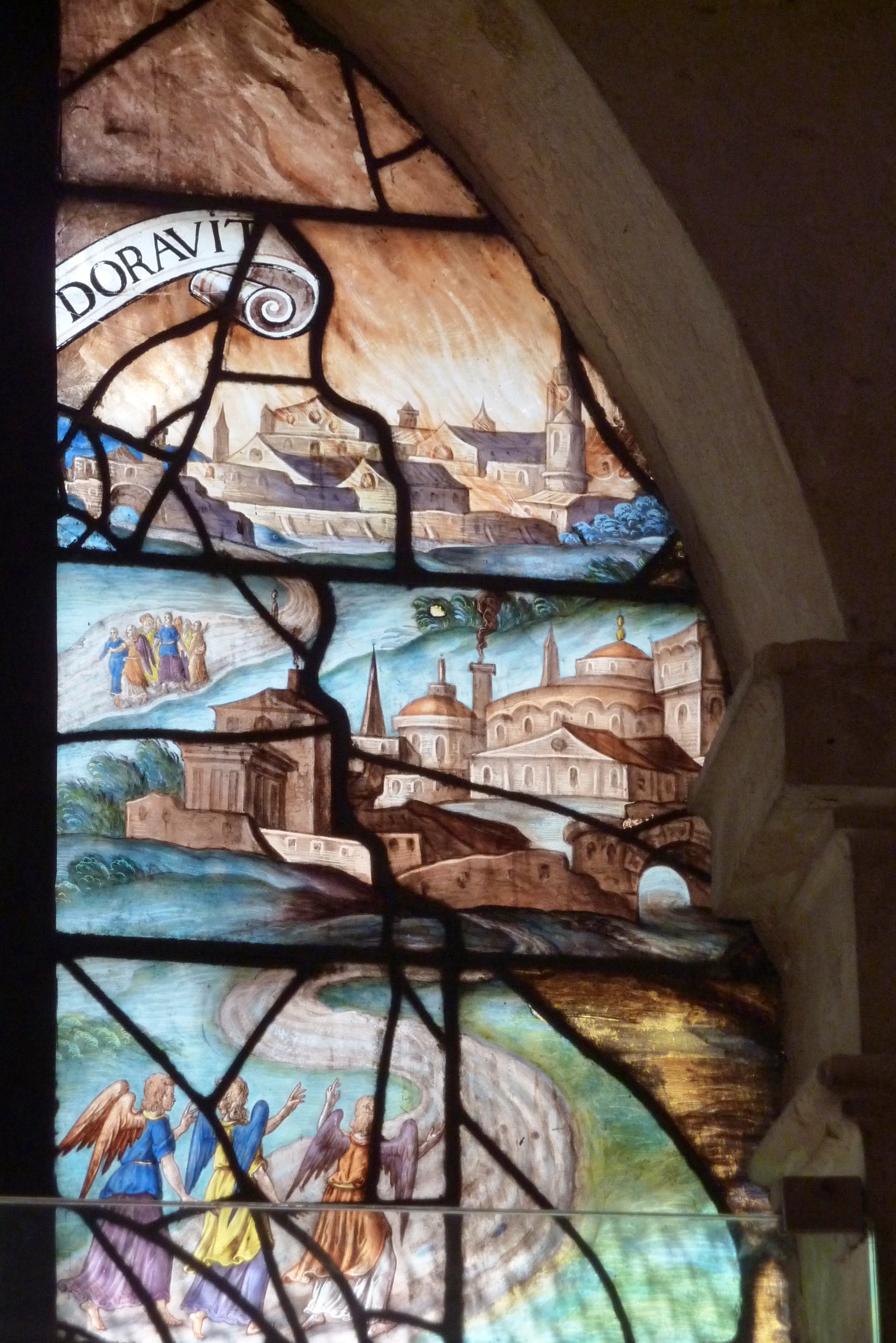
第十二扇窗 – 所多玛和蛾摩拉的毁灭

## 艺术与装饰

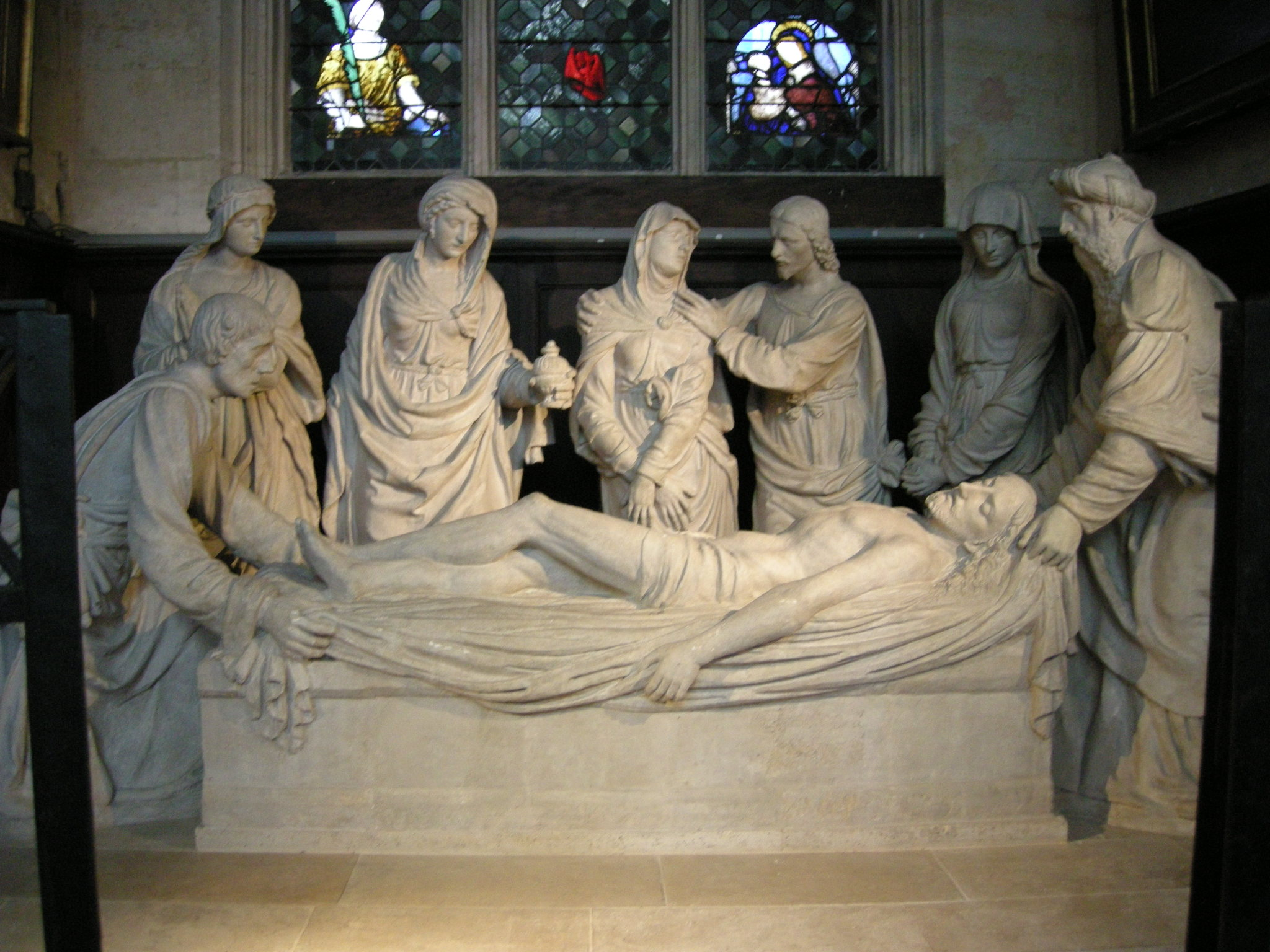
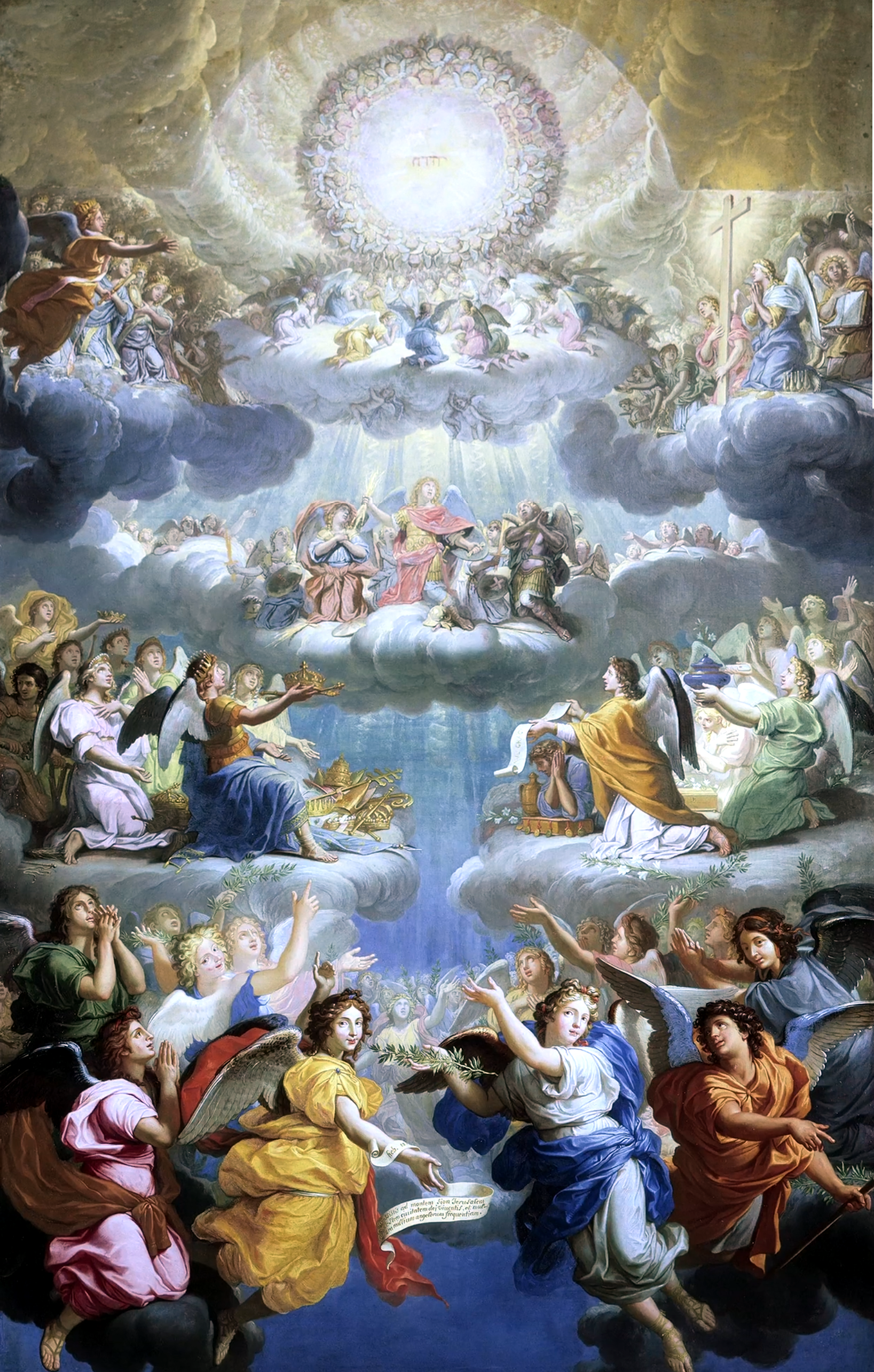
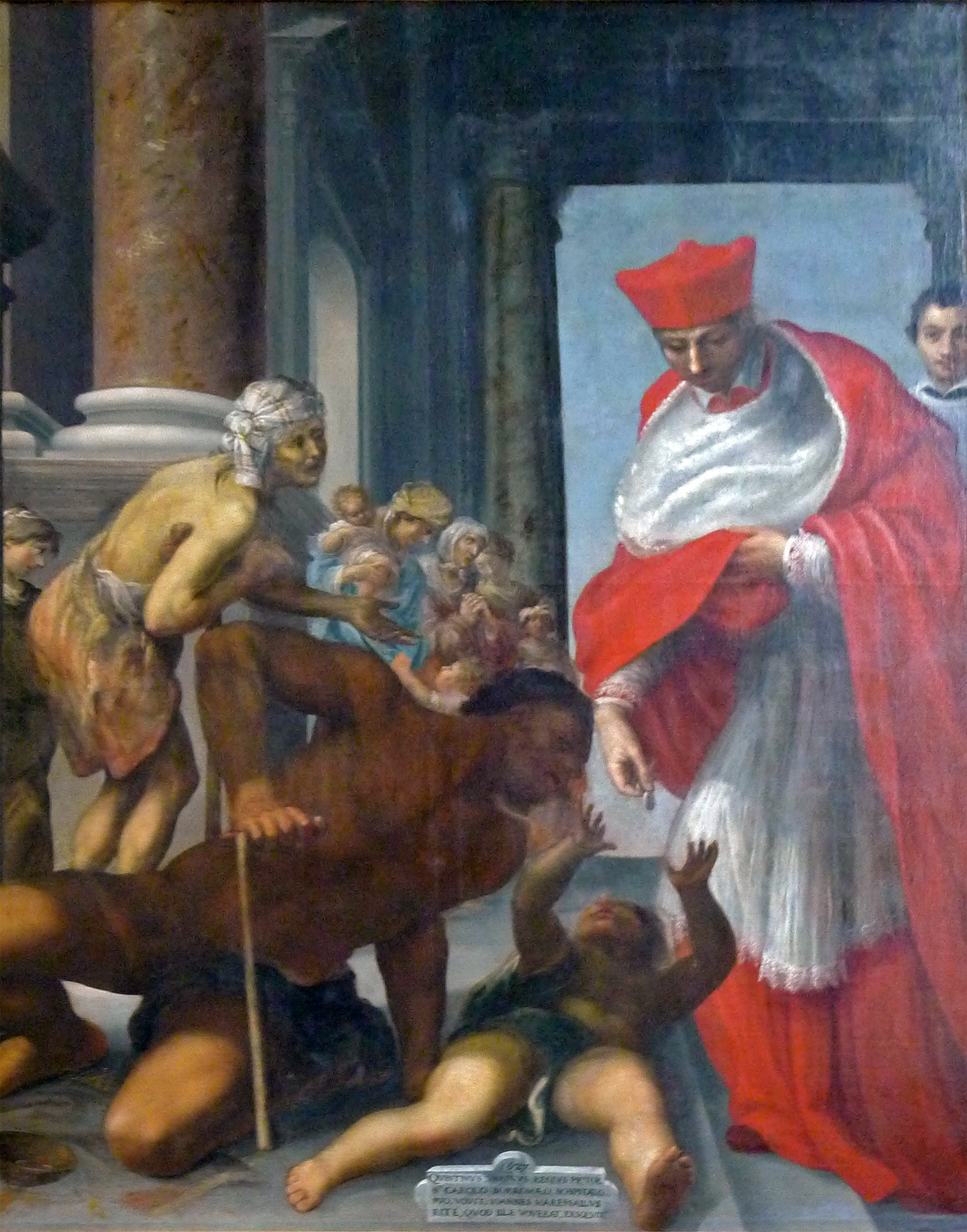
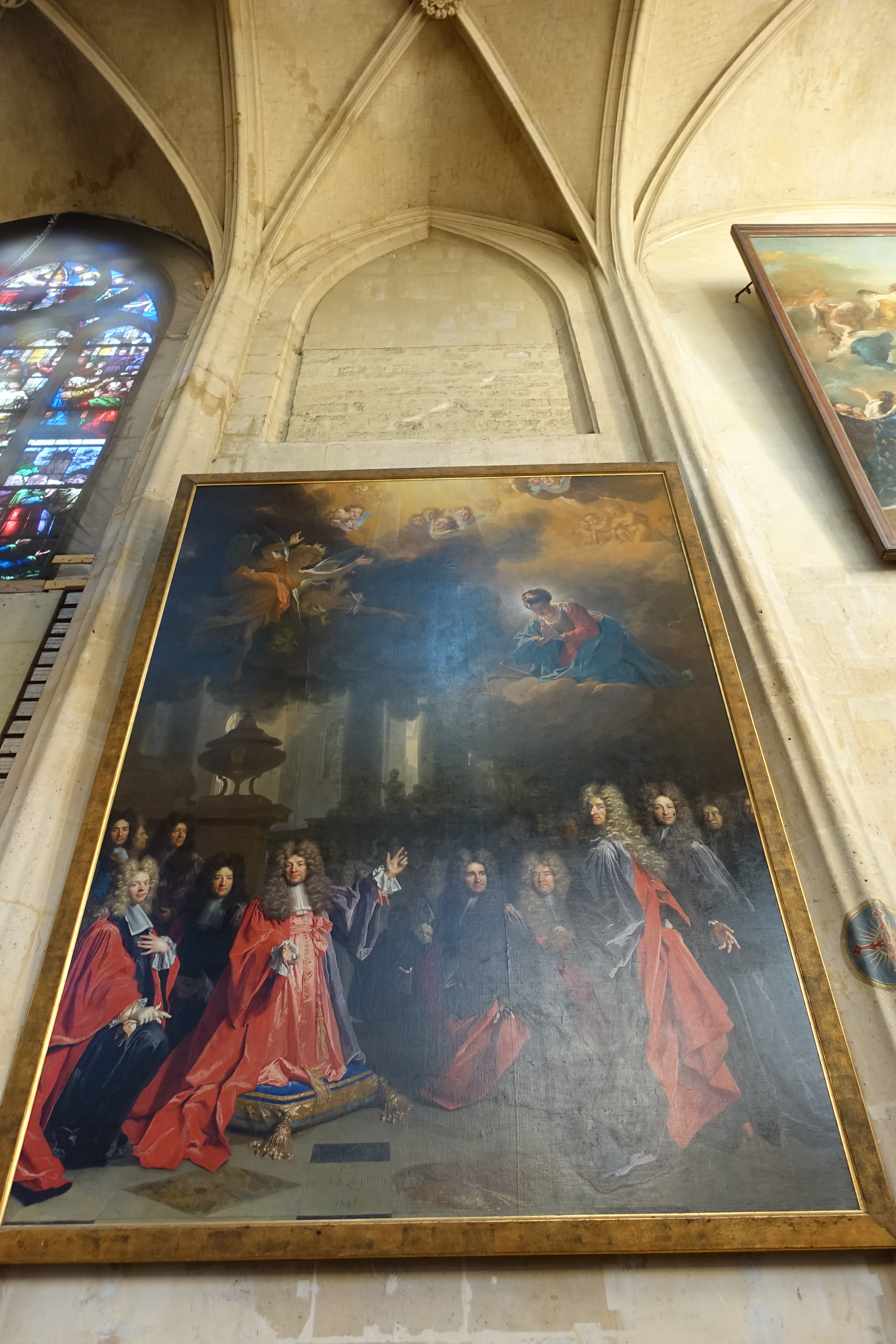

### 管风琴

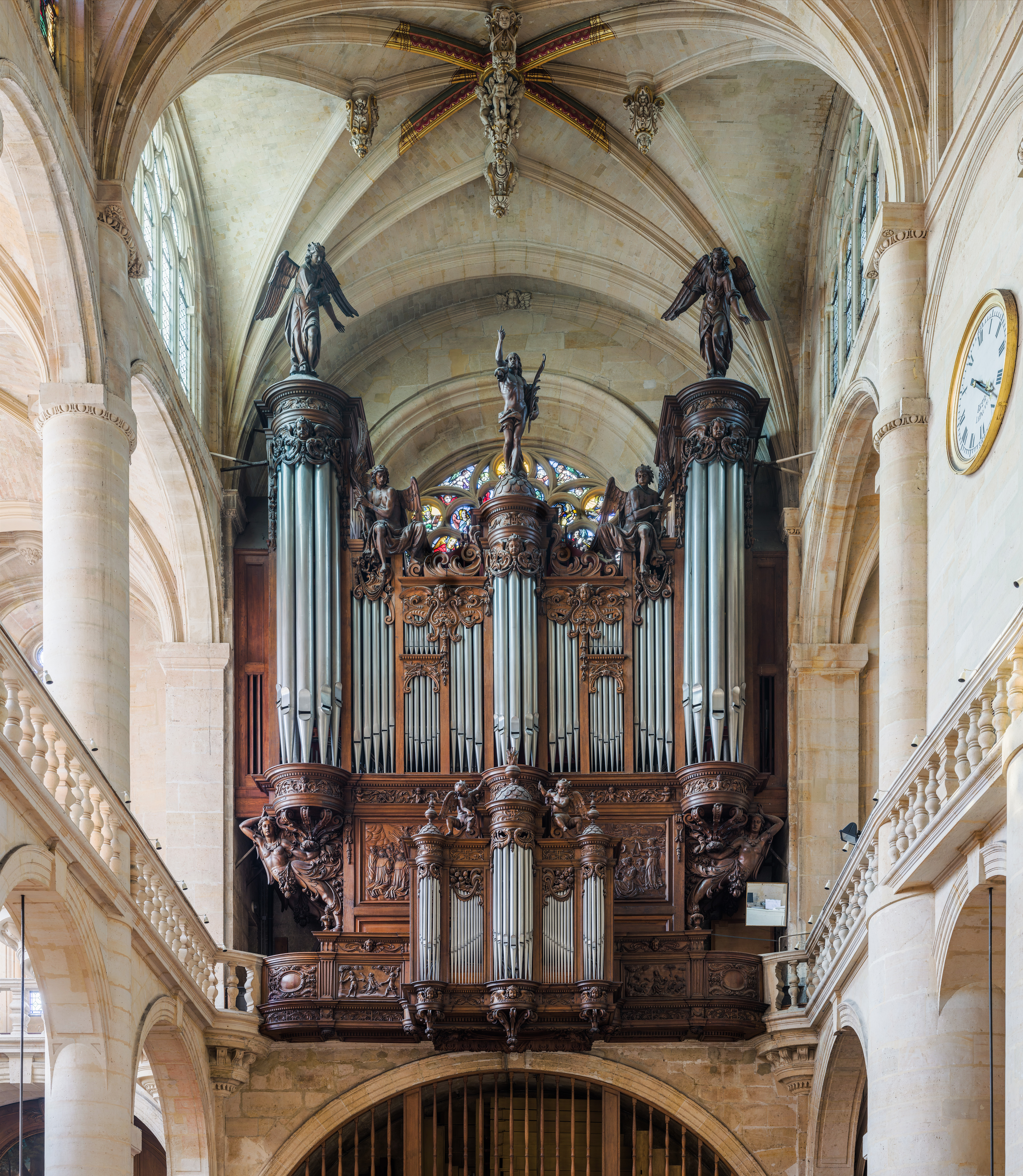
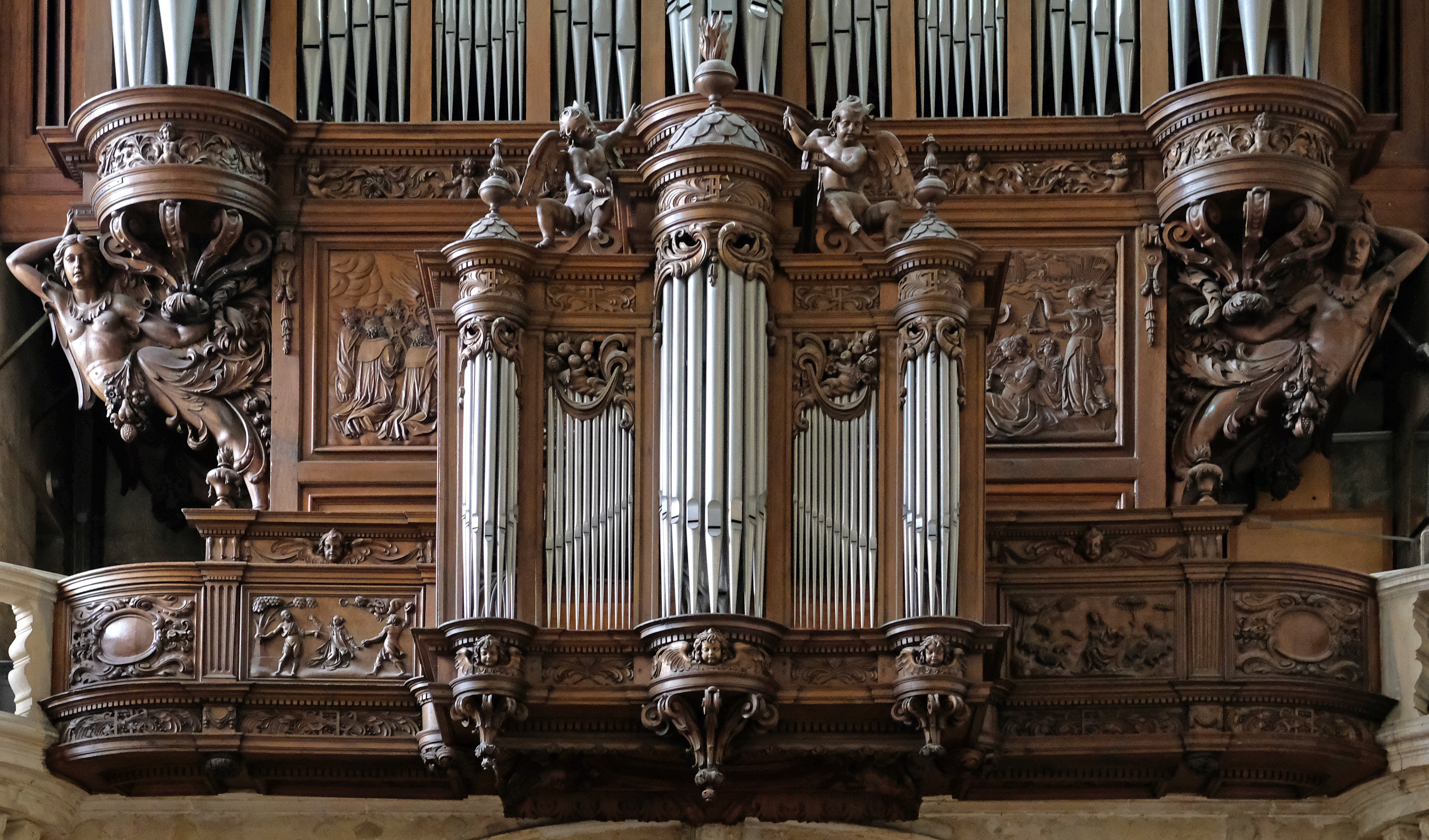
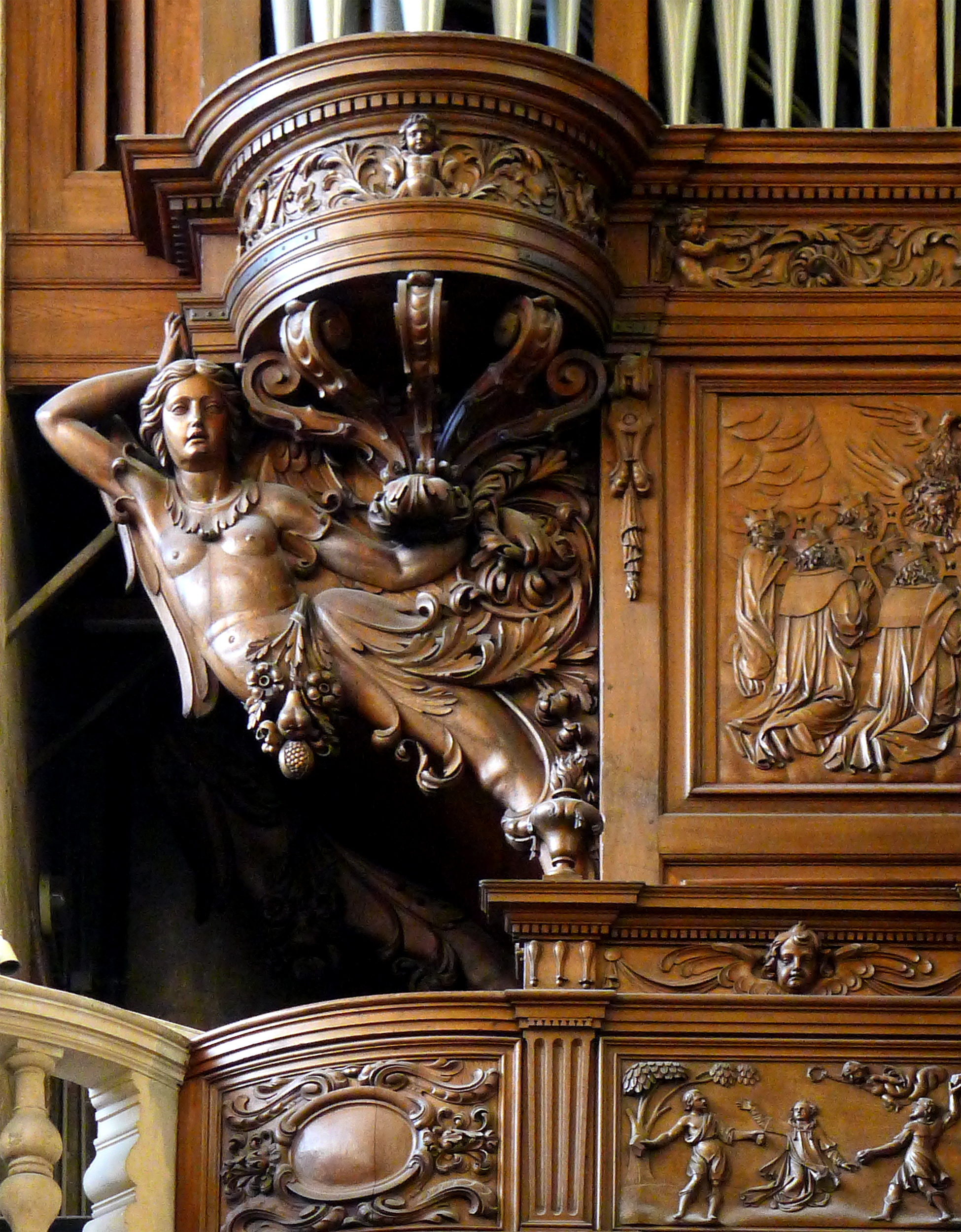